# Sevran
Cet article concerne la ville située en région parisienne. Pour l'animateur français, voir Pascal Sevran. Pour les autres significations, voir Sevran (homonymie).
Sevran est une commune française située dans le département de la Seine-Saint-Denis, en région Île-de-France. Autrefois petit village de la plaine de France, la commune a connu un important développement démographique durant les années 1960 et 1970, faisant quadrupler sa population en moins de quarante ans. La ville abrite sur une partie de son territoire le parc forestier de la poudrerie nationale de Sevran-Livry.
Ses habitants sont appelés les Sevranaises et les Sevranais.

## Géographie

### Localisation

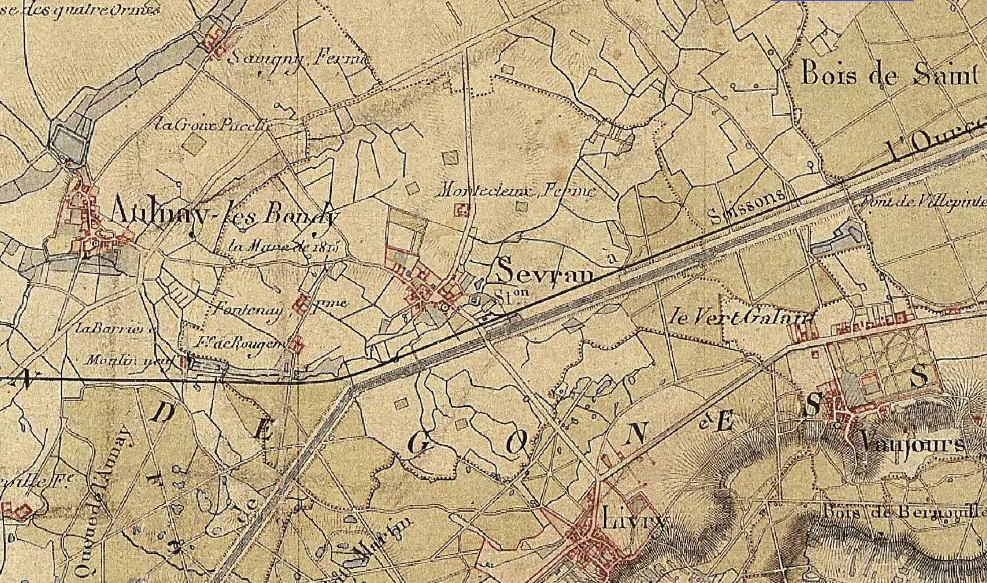
Sevran vers 1870 (carte d'état-major).

| - OpenStreetMap Limite communale |

La ville de Sevran est située à 18 kilomètres au nord-est de Paris, dans la partie méridionale très urbanisée de la Plaine de France. La commune s'est édifiée sur les rives de la Morée, petite rivière aujourd'hui en grande partie canalisée et souterraine.

Localisation de Sevran.

### Communes limitrophes
La ville est limitrophe des communes de :
- Villepinte, au nord et à l'est ;
- Vaujours, au sud-est ;
- Livry-Gargan, au sud.
- Aulnay-sous-Bois, à l'ouest ;

### Hydrographie

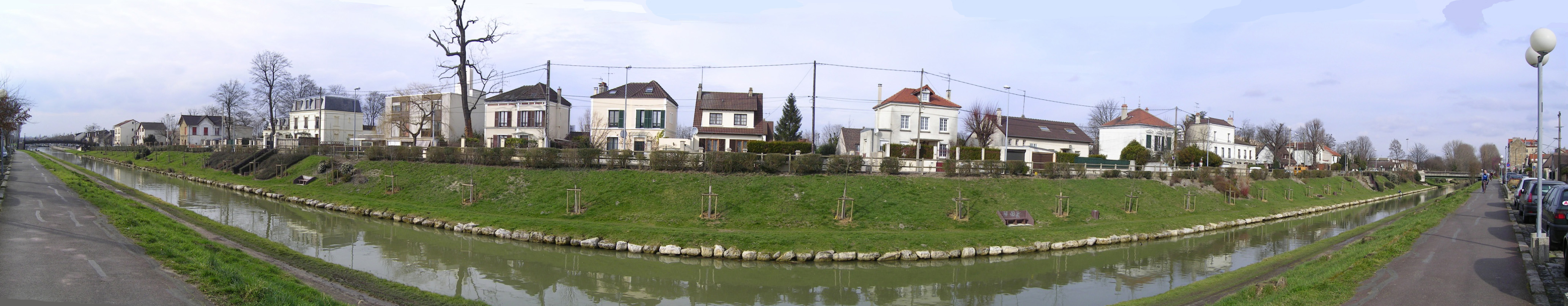
Canal de l'Ourcq à Sevran.

### Climat
Pour des articles plus généraux, voir Climat de l'Île-de-France et Climat de la Seine-Saint-Denis.
En 2010, le climat de la commune est de type climat océanique dégradé des plaines du Centre et du Nord, selon une étude du CNRS s'appuyant sur une série de données couvrant la période 1971-2000. En 2020, Météo-France publie une typologie des climats de la France métropolitaine dans laquelle la commune est exposée à un climat océanique altéré et est dans la région climatique Sud-ouest du bassin Parisien, caractérisée par une faible pluviométrie, notamment au printemps (120 à 150 mm) et un hiver froid (3,5 °C).
Pour la période 1971-2000, la température annuelle moyenne est de 11,8 °C, avec une amplitude thermique annuelle de 15,1 °C. Le cumul annuel moyen de précipitations est de 673 mm, avec 10,4 jours de précipitations en janvier et 7,8 jours en juillet. Pour la période 1991-2020, la température moyenne annuelle observée sur la station météorologique la plus proche, située à Bonneuil-en-France à 7 km à vol d'oiseau, est de 12,1 °C et le cumul annuel moyen de précipitations est de 616,3 mm,. Pour l'avenir, les paramètres climatiques de la commune estimés pour 2050 selon différents scénarios d'émission de gaz à effet de serre sont consultables sur un site dédié publié par Météo-France en novembre 2022.

### Voies de communication et transports

#### Voies routières
Le grand axe Nord-Sud-Est (RD 970) relie la RD 933 à Livry-Gargan et la RD 932 à Aulnay-sous-Bois. Il traverse le quartier Rougemont du Nord au Sud (pont sur la SNCF de la Croix-Blanche).
Le grand axe Ouest-Est (Route départementale D44) relie RD 970, RD 932 à Aulnay-sous-Bois et Route départementale D105 à Vaujours (Limite de la Seine-et-Marne).

#### Pistes cyclables
Une piste cyclable a été aménagée[Quand ?] : la piste de l'Ourcq, traversant la ville, cinq pistes communales, deux pistes intercommunales (édifiées en 2004), une ligne départementale des parcs, et trois pistes départementales.

#### Transports en commun

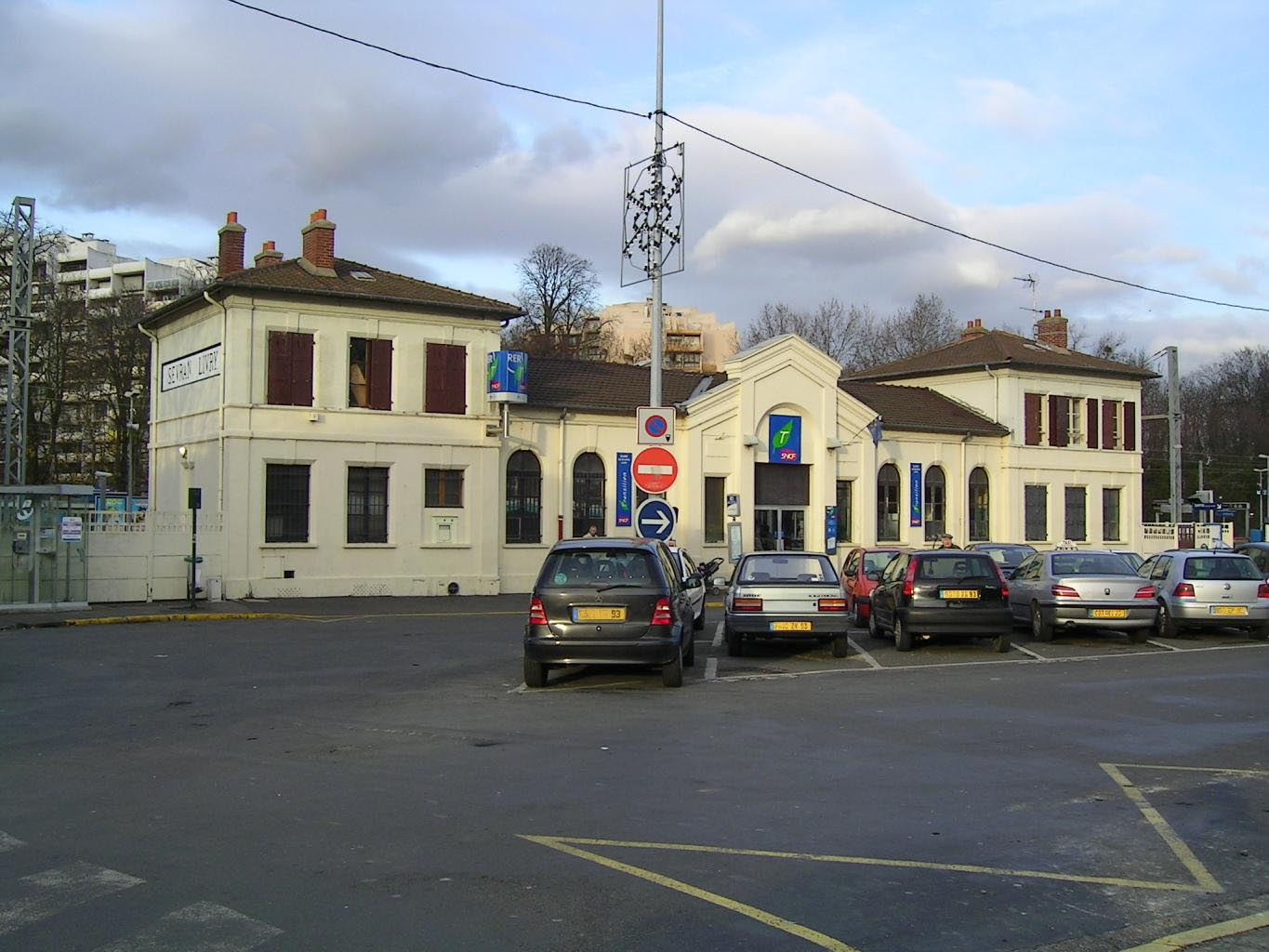
Gare de Sevran - Livry.

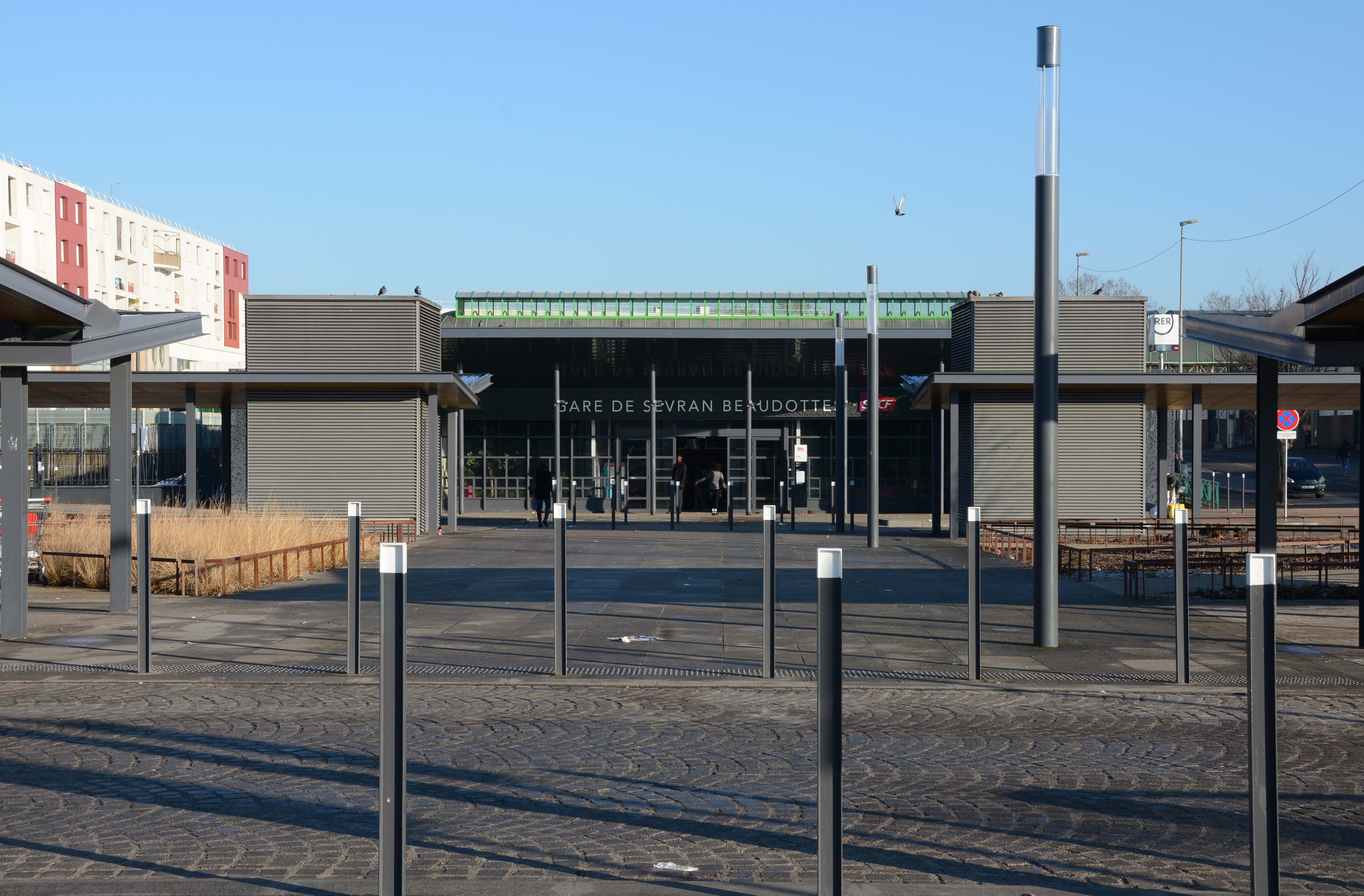
Gare de Sevran - Beaudottes.

La commune dispose d'une assez bonne desserte avec :
- deux gares du RER B :
  - Sevran - Beaudottes ;
  - Sevran - Livry[8] ;
- deux stations du tram-train T4 :
  - Rougemont - Chanteloup ;
  - Freinville - Sevran ;
- diverses lignes des réseaux de bus RATP, Transdev TRA et Terres d'Envol.

De nombreux projets sont en cours depuis 2016 concernant le CDG Express et l’amélioration de la ligne du RER B, l'aménagement des deux gares Sevran-Beaudottes et Sevran-Livry ainsi que leur environnement. D'autre part, un Comité d'axe dans le cadre du Plan de déplacement urbain sur les lignes de bus 613 et 147 a été créé. Par ailleurs, la commune sera reliée par la ligne 16 du Grand Paris Express qui concernera les aménagements des deux gares du RER B.

## Urbanisme

### Typologie
Au 1er janvier 2024, Sevran est catégorisée grand centre urbain, selon la nouvelle grille communale de densité à sept niveaux définie par l'Insee en 2022.
Elle appartient à l'unité urbaine de Paris, une agglomération inter-départementale regroupant 407  communes, dont elle est une commune de la banlieue,,. Par ailleurs la commune fait partie de l'aire d'attraction de Paris, dont elle est une commune du pôle principal,. Cette aire regroupe 1 929 communes,.

### Morphologie urbaine

Carte des quartiers.

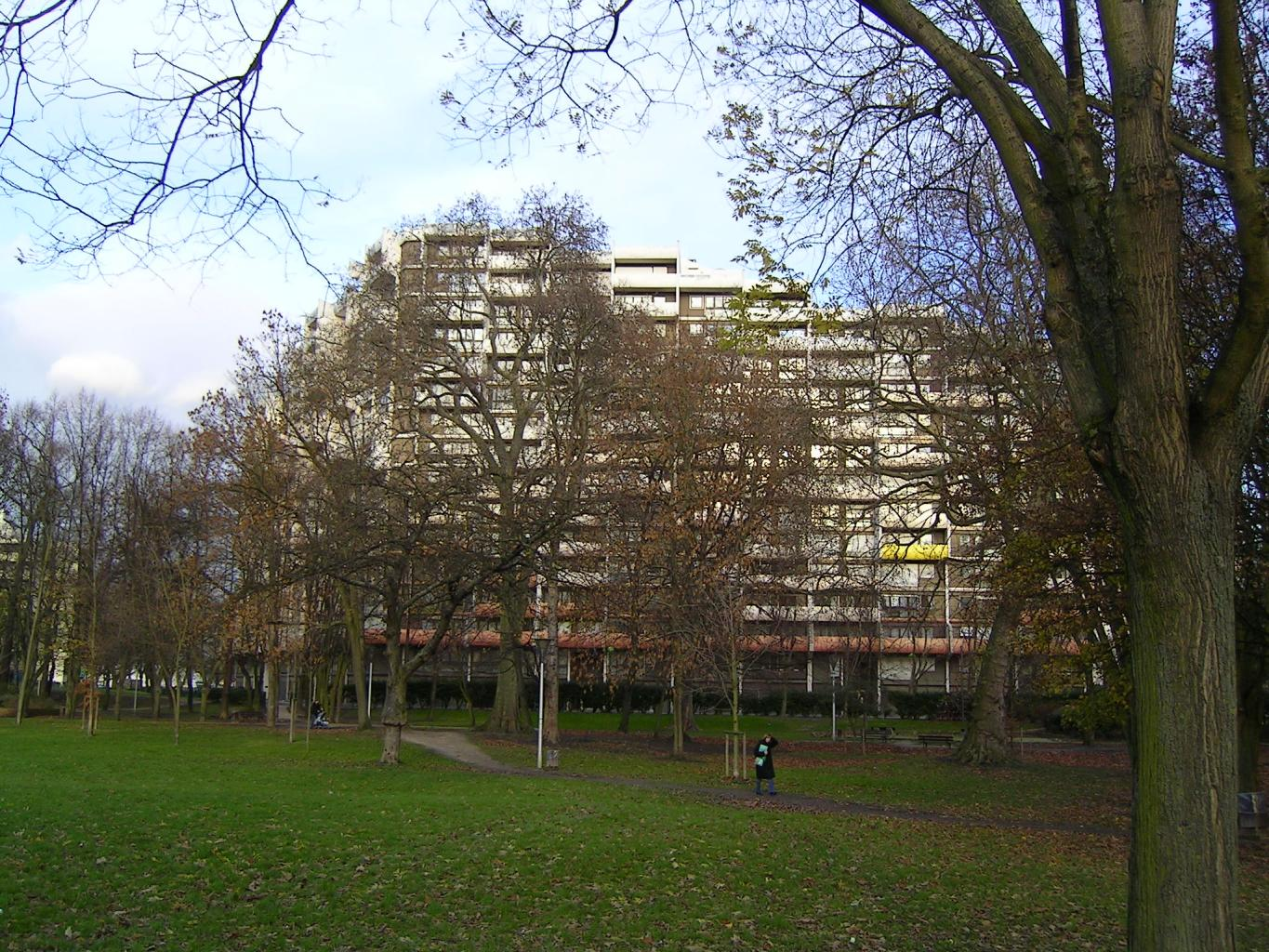
La résidence Irène.

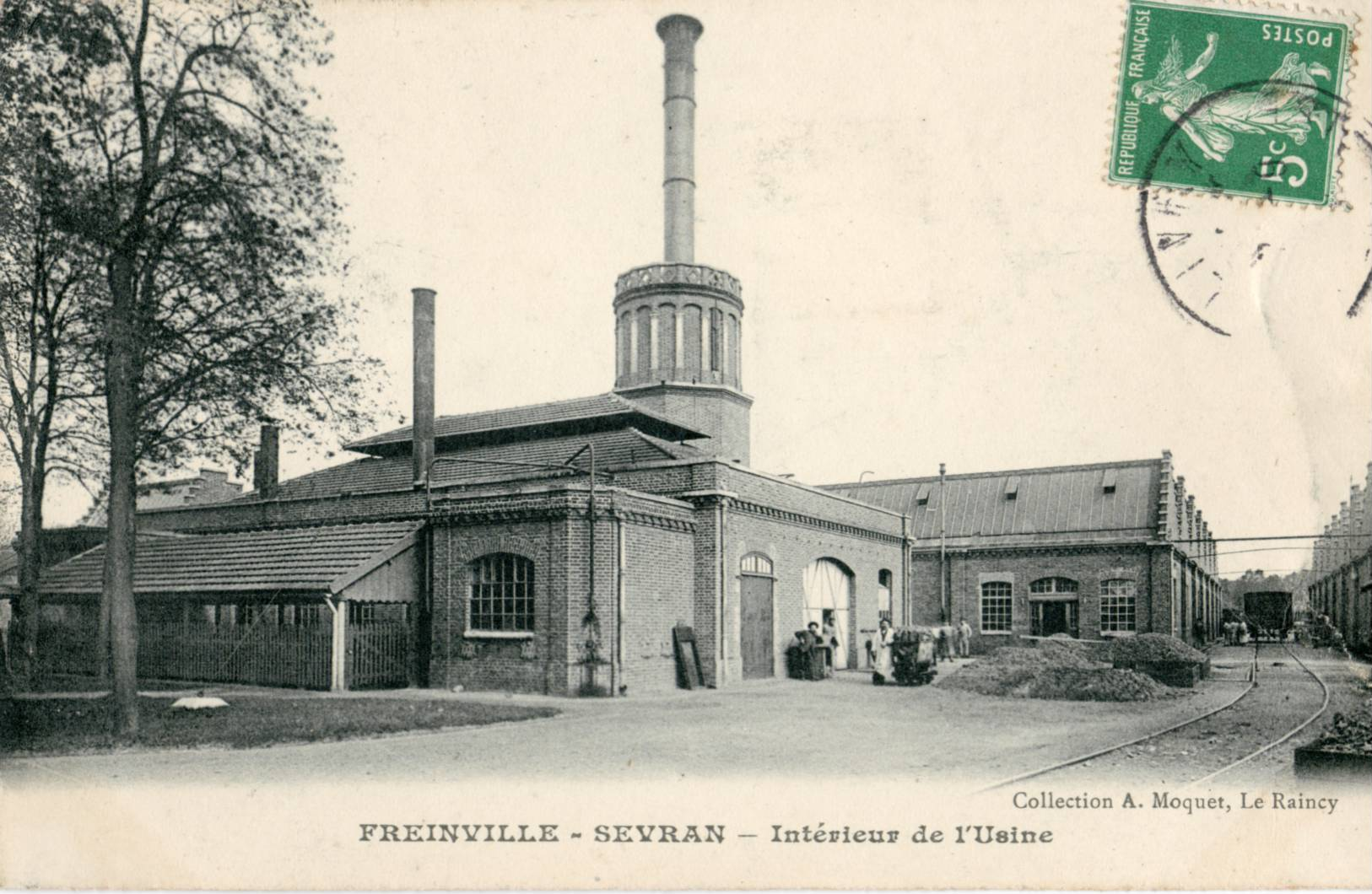
Une usine exploitée par la Société des freins et signaux Westinghouse s'est implantée en 1892 dans le quartier de Freinville, pour y exploiter les brevets de George Westinghouse concernant les freins ferroviaires.

La ville est composée de dix quartiers :
- Les Beaudottes : l’origine de son nom repose sur Jean Baudot, neveu de Philippe de Sailly, seigneur de Sevran, fin XVIe siècle, dont une sœur, Marguerite, avait épousé un sieur Baudot[16]. Le quartier des Beaudottes comprend aujourd’hui quatre secteurs qui correspondent à des îlots d’habitations construits à différentes périodes : Savigny (1957-1960), Vieilles Beaudottes (1972-1973), le secteur du collège Évariste-Galois et les Nouvelles Beaudottes (1982-1992). Classé en secteur « Grand Projet de ville » devenu aujourd’hui « Opération de renouvellement urbain », ce quartier dispose d’une gare SNCF et de nombreux équipements publics tels que le centre social Marcel-Paul. La population du quartier s'élève à 10 058 habitants (traitement 2013 des données collectées en 2011[17]).
- Montceleux/Pont-Blanc : le quartier regroupe quatre secteurs : Montceleux, Les Érables, Pont-Blanc (cité haute) et Pont-Blanc (cité basse). Riche de trois mille logements, la zone est classée en secteur « Grand Projet de ville » devenu aujourd’hui « Opération de renouvellement urbain ». Il compte 8 543 habitants[17].
- Les Sablons : le quartier, essentiellement pavillonnaire, est situé au nord du parc de la Poudrerie. Il s'est développé au début des années 1980 et comptait, en 2011, 3 838 habitants[17].
- Freinville :  ce quartier pavillonnaire, situé au sud-ouest de la commune, a connu dès la fin du XIXe siècle une urbanisation rapide grâce à l’installation de la compagnie de freins Westinghouse en 1891. C'est ici que se trouve l'église Sainte-Élisabeth. Le quartier comptait en 2011[17] 2 809 habitants.
- Les Trèfles : le quartier est situé au sud de la ville, il constitue le premier secteur pavillonnaire de Sevran construit au XIXe siècle et au début du XXe siècle. Il s’est développé grâce à la ligne de chemin de fer Paris-Soissons et à l’installation de la société Kodak en 1925. Le nombre d'habitants des Trèfles s'élevait à 5 812 en 2011[17].
- Rougemont : le nom du quartier vient de l’ancienne ferme qui occupait autrefois le site. Entre 1960 et 1974, deux mille logements furent construits ainsi que des équipements comme l’hôpital René-Muret. Le quartier comptait 5 722 habitants en 2018[17]. Le collège Paul-Painlevé borde le quartier Rougemont.
- Primevères-Savigny : le quartier, pavillonnaire, est situé au nord-ouest de la ville et regroupe 4 490 habitants[17]. Son développement commence dans les années 1930 et se poursuit après la Seconde Guerre mondiale.
- Centre-ville : le quartier est le noyau de Sevran. Il se caractérise par son bâti ancien autour de l'église Saint-Martin (XVIe siècle) et quelques équipements publics : poste, Trésor public, la mairie et le marché. Des opérations immobilières ont permis d’accueillir de nouveaux habitants dont le nombre s’élevait en 2011, à 3 990[17].
- Perrin : ce quartier borde le canal. Il mélange d'anciens pavillons datant du début du XXe siècle et des copropriétés qui sont visibles du centre-ville. Le quartier comptait, en 2011, 4 355 habitants[17].

### Logement
À Sevran, plusieurs logements sont en cours de construction ou de rénovation surtout dans les cités où les bâtiments sont très délabrés et mal entretenus. Le maire de Sevran y a lancé un système de rénovation. Depuis 2012, le quartier Montceleux connaît notamment des travaux de rénovation.
Le 2 septembre 2016, une des trois tours de dix-sept étages de la résidence Belle-Aurore, construite au milieu des années 1970 dans ce quartier limitrophe de Villepinte, a été démolie par grignotage. Les deux autres devraient être démolies dans les années à venir.

### Projets d'aménagements

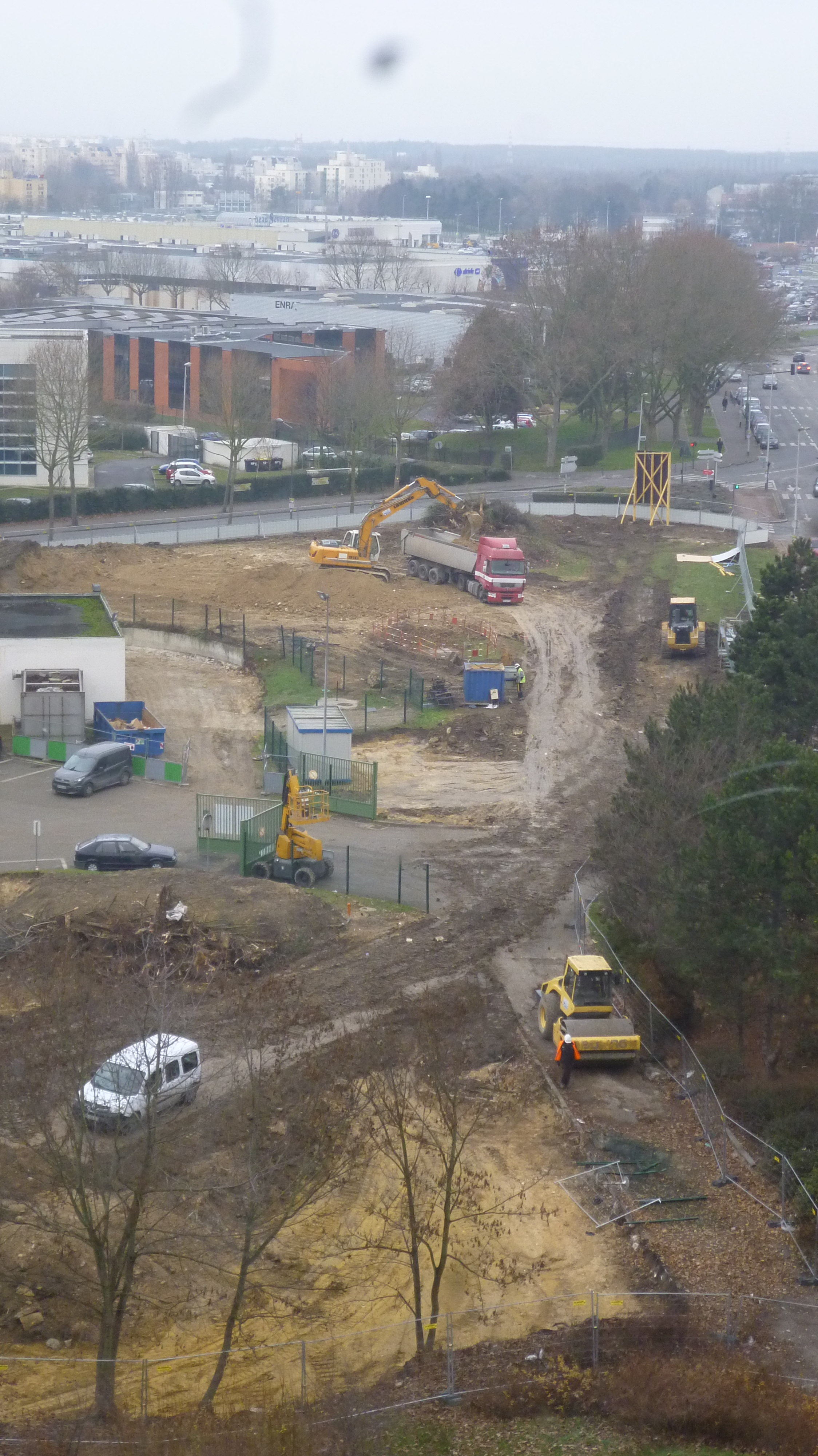
Travaux pour la chaufferie biomasse.

Les travaux pour la chaufferie biomasse ont débuté à la fin de 2016.
Cette chaufferie, usine biomasse (copeaux de bois) devrait fonctionner pour l'hiver 2017 avec une énergie plus propre et moins coûteuse, puisque le bois est une ressource locale. Elle alimentera les foyers en eau chaude et évitera les rejets de CO2.

## Toponymie
Avant le VIIe siècle, Sevran apparaît sous l'appellation Ceb.randa ou Caput Arantae (par restitutions hypothétiques). C’est au cours du VIIe siècle qu’apparaît la mention écrite du village Ciperente ou Ceperente, dans le testament de dame Ermentrude, alors propriétaire terrienne de la région. Puis au VIIIe siècle, apparaît Ceverent.
Des documents permettent de suivre l’évolution étymologique : en 1089 Ceverencus/Ceverenco, en 1168 Ceverents, en 1237 Ceverent, en 1243 Cevran ou encore Cevrent, Cevren au XIIIe siècle et Sevran. À la fin du XVIIIe siècle, deux appellations restent : Cevran au XVIIIe siècle et Sevran. À la fin du XIXe siècle et au début du XXe siècle, apparaît Sévran qui se modifie en Sevran vers 1780.
L'abbé Lebeuf, prêtre et historien, nous rappelle que le lieu est appelé Villa Picta dès le milieu du IXe siècle et il en déduit que l'origine du nom actuel est incertaine. Il en donne une large description, qui nous permet de comprendre à la fois l'histoire et la géographie de la ville, à ce moment-là. Voici un exemple : « La paroisse de ce nom est située à quatre lieues de Paris, à la main gauche du chemin de Meaux, à l'extrémité de la plaine ou des belles campagnes de bled qu'on appelle le pays de France, d'où est venu que quelques-uns l'on appelé Cevran en France qu'ils écrivent Sevran. Le petit ruisseau qui y passe s'appelle Morée et prend sa source à une demi-lieue de là vers Vaujours. Ce pays est cultivé en grains, mais non si abondement que du côté d'Aulnay, Villepinte et Tremblay étant encore plus froid que les territoires que je viens de nommer, il n'a paru nullement propre à la culture de la vigne, mais il y a des prairies et des pacages. ».
L'étymologie de Sevran n'est pas établie avec certitude. Le nom pourrait dériver de « severanum » qui signifie « le domaine de « Severus », fait probablement référence à une ancienne ferme gallo-romaine. La première mention de ce village date du VIIIe siècle. De 1060 à 1563, les religieux de Saint-Martin des Champs s'y installèrent et accordèrent à tous les habitants un droit de pâturage.

## Histoire

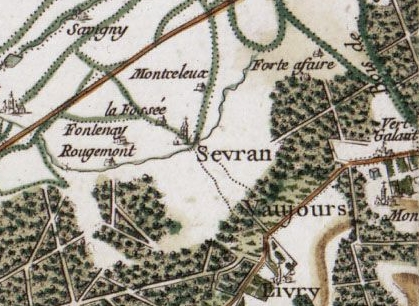
Sevran vers 1780 (Carte de Cassini).

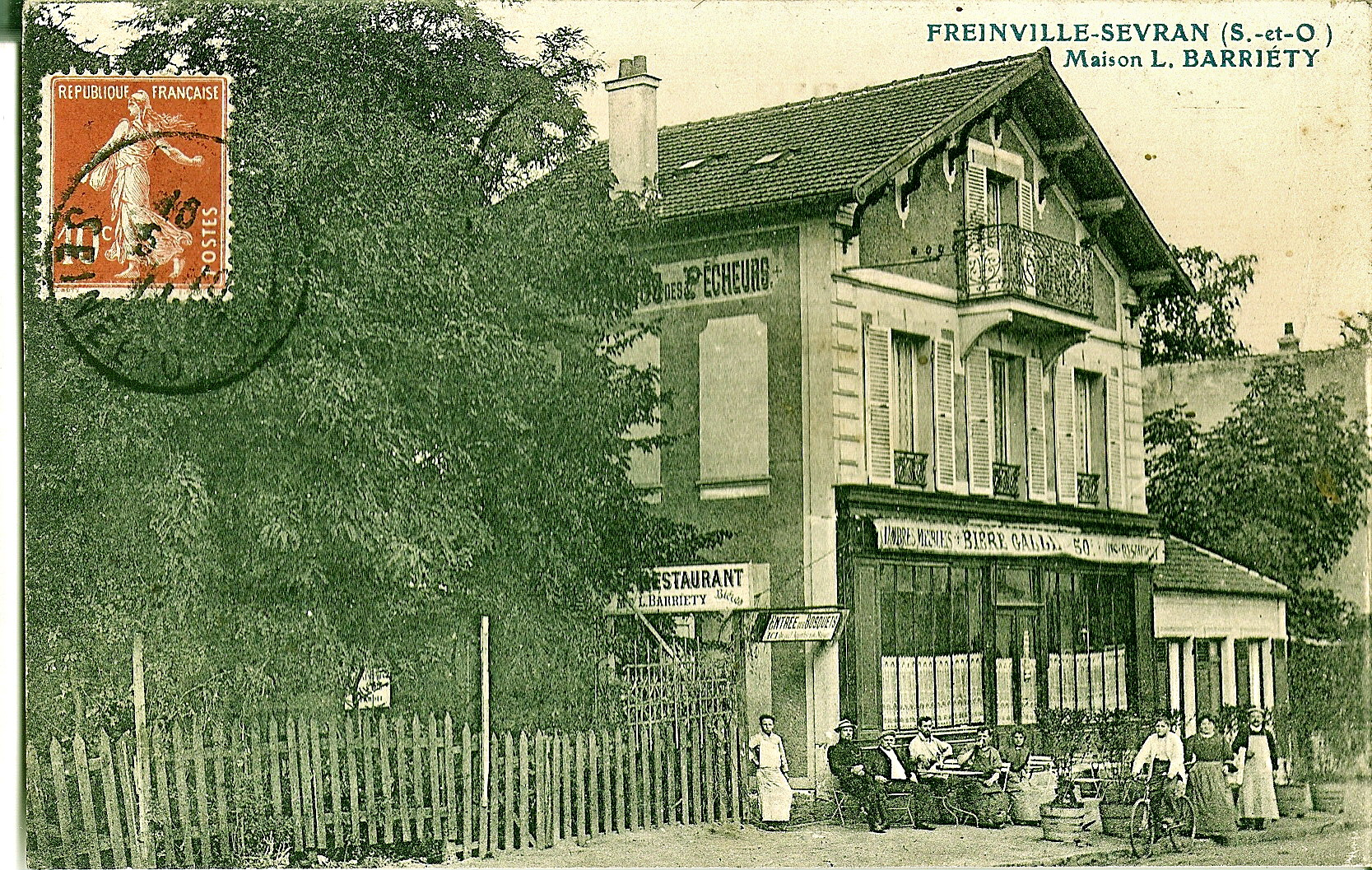
Une guinguette, avant la Première Guerre mondiale.

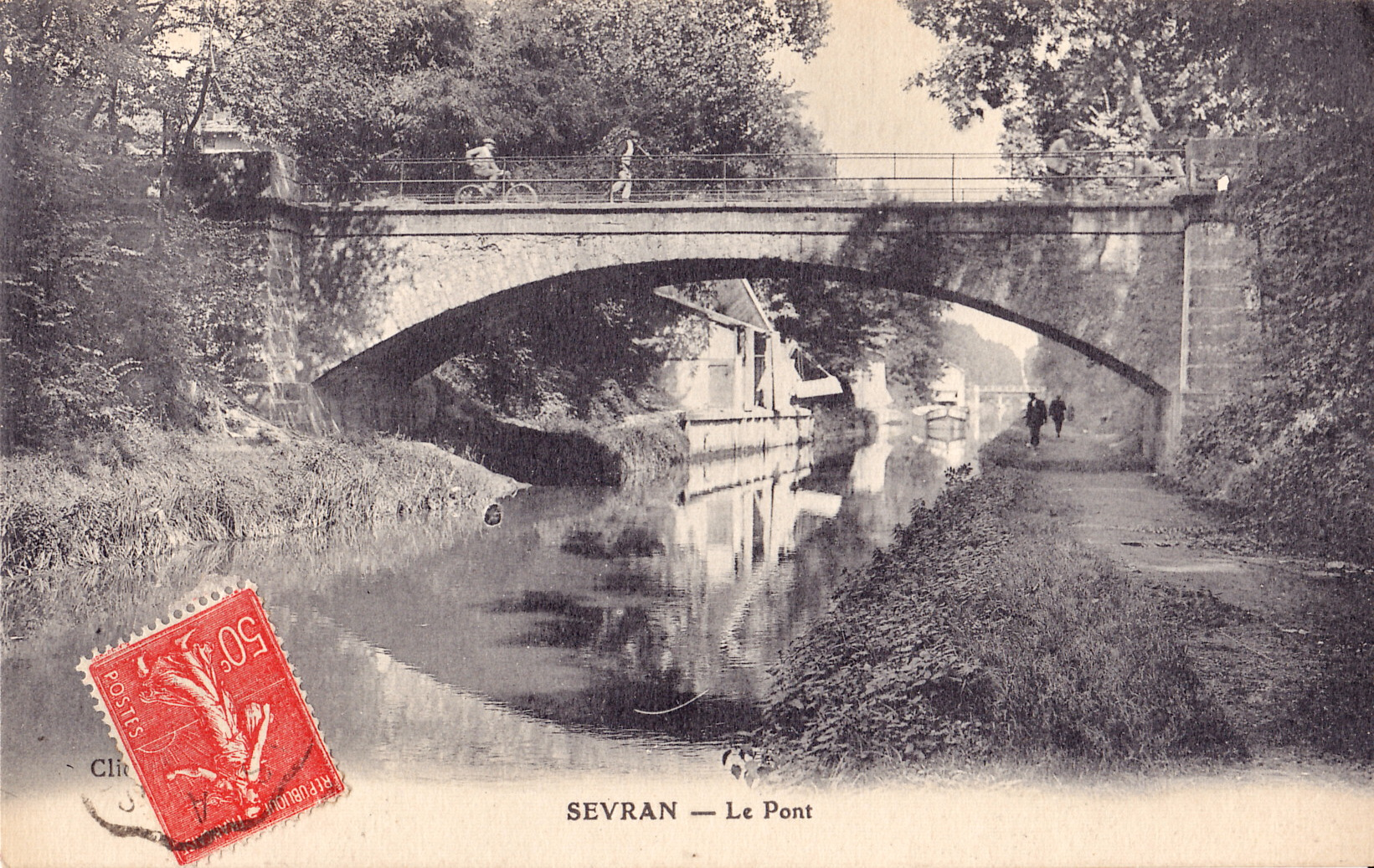
Le pont du canal, à la même époque.

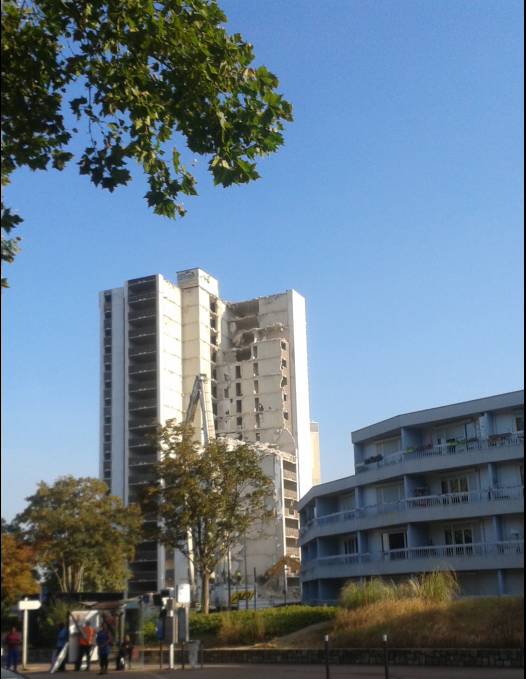
Démolition de la tour Aurore

### Du Moyen Âge auXIXesiècle
Au VIe siècle, dans son testament, Ermenthrude mentionne Sevran. Ainsi il apparait la mention suivante : « Vinex predatura una sita in monte Blixata quem Leudefredocolit, Basilicae Sancti Martini Ciperente dari jubes », traduction du latin : « Je veux qu'on donne à la basilique de Cevrent une certaine pièce de vigne située sur le mont Blixa qui est façonnée par Eufroy. ».
Des fouilles archéologiques réalisées en 1984 par la Société historique du Pays de l'Aulnoye ont permis la découverte de sépultures mérovingiennes dans l'église Saint-Martin.
Les bénédictins de Saint-Martin-des-Champs s'installent à Sevran en 1060. Vers 1083, le fief est la seigneurie d'Hugues de Dammartin, vassal de l’évêque de Paris. Le domaine est alors cédé à Saint-Martin qui n’y tiendra toutefois que la seigneurie et la justice.
Le village vivant de la culture céréalière connaît une certaine prospérité économique. Ainsi vers 1563, les moines accordent un droit de pâturage à tous les habitants du village. Mais aux XVIe et XVIIe siècles, de mauvaises récoltes provoquent des périodes de disette.
En 1569, Saint-Martin-des-Champs vend la seigneurie de Sevran à Charles Maheut, notaire du roi. L'existence du fief de Baudotte est attestée en 1577 lors de sa vente par le prieuré de Saint-Nicolas d’Acy de Senlis (qui dépend de Saint-Martin-des-Champs) à Jean Josselin et Charles Maheut. À la mort de ce dernier en 1587, ses biens furent partagés entre ses deux enfants, Valère et Michel ; ainsi en 1601, le fief de Baudotte fut divisé en deux, de sorte qu’on le nomme désormais « Les Baudottes ». Une partie du fief fut rattachée au fief de la Fossée en 1608 ; l’autre partie, en revanche, continua de relever directement de la seigneurie de Sevran.
Au XVIIe siècle, saint Vincent de Paul séjourne plusieurs années au village.
En 1643, le château de Sevran est érigé en fief.

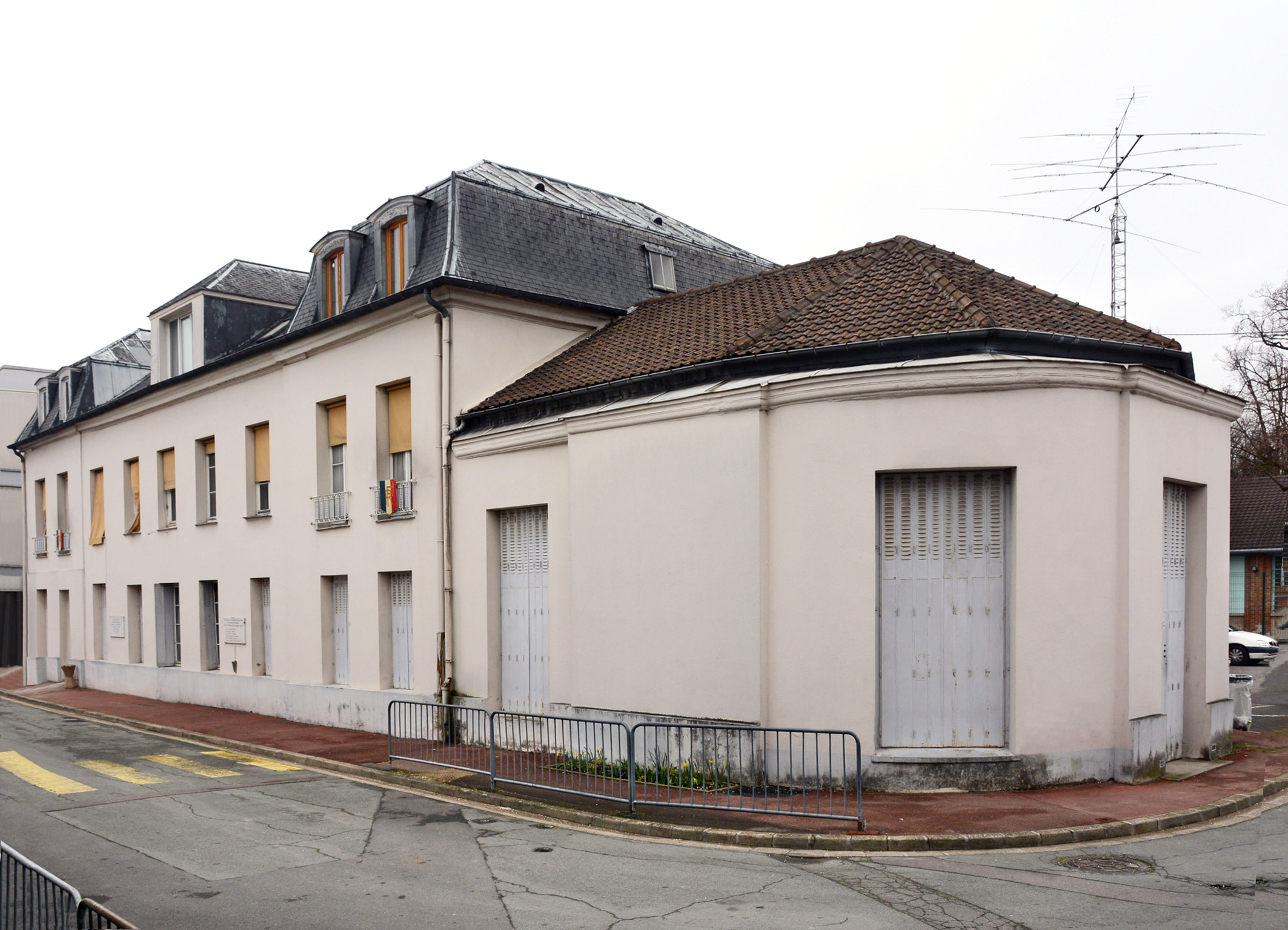
Ancienne demeure d’Alfred Nobel et ancienne mairie.

La Révolution française n'occasionne aucun changement majeur dans le village.
En 1802, avec un décret du 29 Floréal An X Napoléon Bonaparte, alors Premier consul, demande l'ouverture du canal de l'Ourcq. Il passa une nuit au domaine du Fayet (ancienne maison Nobel, puis ancienne Mairie), alors propriété du marquis de Montaignac, lorsqu'il parcourait les chantiers des travaux de son creusement. L'ouverture du canal sera effectuée en 1822.
Au XIXe siècle, la construction du canal de l'Ourcq, puis du chemin de fer, changent la physionomie de la commune. Aux abords de ces deux axes, de nombreuses entreprises s'installèrent, offrant du travail à de nouveaux habitants : la poudrerie nationale de Sevran-Livry (1873), Westinghouse (1891) et Kodak (1925).
Le premier système d'éclairage public est mis en place sur proposition de M. Porche, maire de Sevran, le 18 août 1877. Il est constitué de trois réverbères fonctionnant au pétrole qui éclairent le village pendant l'hiver. Une concession de 32 ans pour l'éclairage au gaz est accordée à la société Fusion des gaz le 15 avril 1899. Cette société se dit prête pour l'installation de l'électricité en 1912. Un accord est signé le 29 mars 1913 pour un projet de réseau à partir d'un transformateur à la gare. La guerre de 1914 ralentit la réalisation des travaux et c'est le 22 février 1920 que le conseil municipal demande le remplacement de l'éclairage au gaz par l'électricité avec quatre lampes entre la mairie et le pont du canal.

### Depuis 1900
George Eastman décide d'implanter son activité en France et choisit Sevran. L'usine ouvre le 9 mars 1925.
La guerre de 1870 fut la plus dévastatrice pour Sevran. La ville fut désertée par ses habitants : seuls trois d'entre eux restèrent et huit revinrent sur les 360 que comptait la commune. Les bois furent rasés, la ville totalement détruite.
Lors de la Seconde Guerre mondiale, la ville abrita de nombreux résistants notamment Alfred Victor Lévy, André Bellamy, Francis Créno, Auguste Crétier abattu par l'ennemi le 26 août 1944 devant l'école qui porte à présent son nom, Gaston Bussière (ancien maire de la ville). Tous furent fusillés. Après la débâcle allemande, Sevran obtint sa liberté par le sang : plusieurs obus éclatèrent dans la ville, et firent de nombreuses victimes. Le 28 août 1944, le centre de Sevran fut libéré par les troupes américaines.
À partir des années 1950, le nord de la commune connaît une forte urbanisation. Les champs disparaissent progressivement. Dans les années 1970, la commune encourage l'installation de zones commerciales et industrielles, comme Beau Sevran et la zone d'activité Irène-et-Joliot-Curie.
Au début des années 2000, frappée par la désindustrialisation, la commune est pratiquement en faillite, présente un fort taux de chômage et les bâtiments municipaux sont souvent délabrés au point d’être parfois dangereux.

## Politique et administration

### Rattachements administratifs et électoraux
Jusqu’à la loi du 10 juillet 1964, la commune fait partie du département de Seine-et-Oise. Le redécoupage des anciens départements de la Seine et de Seine-et-Oise fait que la commune appartient désormais à la Seine-Saint-Denis et à son arrondissement du Raincy à la suite de son transfert administratif qui devint effectif le 1er janvier 1968.
Pour l'élection des députés, Sevran fait partie depuis 1988 de la onzième circonscription de la Seine-Saint-Denis.
Sevran faisait partie de 1793 à 1801 du canton de Livry-Gargan, année où elle rejoint celui de Gonesse. En 1922, elle intègre le canton d'Aulnay-sous-Bois jusqu'en 1964, lorsqu'elle devient le chef-lieu du canton de Sevran. Dans le cadre du redécoupage cantonal de 2014 en France, ce canton, dont Sevran est désormais le bureau centralisateur, est modifié, passant de une à deux communes.

### Intercommunalité
La commune faisait partie depuis 2010 de la communauté d'agglomération Terres de France. Dans le cadre de la mise en œuvre de la volonté gouvernementale de favoriser le développement du centre de l'agglomération parisienne comme pôle mondial est créée, le 1er janvier 2016, la métropole du Grand Paris (MGP), à laquelle la commune a été intégrée.
La loi portant nouvelle organisation territoriale de la République du 7 août 2015 (Loi NOTRe) prévoit également la création le 1er janvier 2016 d'établissements publics territoriaux (EPT), qui regroupent l'ensemble des communes de la métropole à l'exception de Paris, et assurent des fonctions de proximité en matière de politique de la ville, d'équipements culturels, socioculturels, socio-éducatifs et sportifs, d'eau et assainissement, de gestion des déchets ménagers et d'action sociale, et exerçant également les compétences que les communes avaient transférées aux intercommunalités supprimées
Sevran fait donc partie depuis le 1er janvier 2016 de l'établissement public territorial Paris Terres d'Envol, créé par un décret du 11 décembre 2015 et qui regroupe les cinq communes adhérant au SEAPFA (dont les trois communes membres de Terres de France) ainsi que les trois communes qui faisaient partie de la communauté d'agglomération de l'aéroport du Bourget. Le président de l'EPT est Bruno Beschisa
Elle est également membre du syndicat d'équipement et d'aménagement des Pays de France et de l'Aulnoye (SEAPFA).

### Tendances politiques et résultats
Au second tour des élections municipales de 2014 dans la Seine-Saint-Denis, la liste EELV-PS-PRG menée par le maire sortant Stéphane Gatignon obtient la majorité absolue des suffrages exprimés, avec 5 325 voix (50,55 %, 34 conseillers municipaux élus dont 15 communautaires), devançant largement les listes menées respectivement par : 

- Clémentine Autain (FG-MRC, 3 298 voix, 31,31 %, 7 conseillers municipaux élus dont 3 communautaires) ;

- Philippe Geffroy (DVD-FN, 1 910 voix, 18,13 %, 4 conseillers municipaux élus dont 2 communautaires).

Lors de ce scrutin, 52,55 % des électeurs se sont abstenus.
Au premier tour de l'élection présidentielle 2017, la commune de Sevran a eu un taux de participation de 76,86 %.
Au second tour des élections municipales de 2020 dans la Seine-Saint-Denis, la liste DVG - PS - EÉLV - PCF - LFI - G·s - PRG - FG du maire sortant Stéphane Blanchet — qui avait succédé à Stéphane Gatignon après sa démission en 2018 — obtient la majorité des suffrages exprimés, avec 2 737 voix (49,96 %, 34 conseillers municipaux élus dont 1 métropolitain), devançant largement les listes menées respectivement par : 

- Philippe Geffroy (CNIP - DVD, 1 587 voix, 28,97 %, 6 conseillers municipaux élus) ;

- Arnaud Libert — qui bénéficiait de la fusion de la liste SE du 1er tour menée par Sullivan Jous — (SE, 1 154 voix, 21,06 %, 5 conseillers municipaux élus).

Lors de ce scrutin marqué par la pandémie de Covid-19 en France, 74,73 % des électeurs se sont abstenus.

### Administration municipale
Le conseil municipal est composé de quarante-trois conseillers municipaux, dont, pour la mandature 2014-2020, douze sont adjoints au maire, et, six conseillers municipaux délégués, proportionnellement au nombre d'habitants.

### Démocratie participative
Le conseil municipal des jeunes a été créé en 1996. Il est composé d’enfants, de neuf à treize ans, élus par d'autres enfants. Les élections sont organisées dans les classes de CE2, CM1, CM2 et 6e de la ville. Il a pour but de favoriser l’implication des jeunes dans la commune, de leur permettre d'échanger des idées et de développer des projets. Ces derniers sont votés au cours de séances officielles présidées par le maire de Sevran.
Depuis mars 2012, sept conseils de quartier ont été créés à Sevran : Beaudottes ; Montceleux/Pont-Blanc ; Primevères/Savigny ; Quartier Sud/ Bois du Roi ; Sablons ; Centre-ville/Perrin ; Rougemont/Charcot. Ce sont des groupes de travail, animés par deux coprésidents, un élu référent du conseil municipal et un/e habitant/e, qui engagent et animent des réflexions et des propositions sur des questions importantes concernant l’avenir du quartier et de la ville. Outre les remontées d'informations de divers dysfonctionnements concernant le cadre de vie, des grandes thématiques sont abordées, à la demande des habitants : la place de la jeunesse, l'emploi, la vie municipale, l'environnement, le Plan Local d'Urbanisme, le renouvellement urbain, etc. Les usages, l'entretien et l'avenir des espaces naturels environnant sont une thématique importante abordée régulièrement : le canal de l'Ourcq, le Parc de la Poudrerie, de même que les grands projets structurant pour les habitants : le projet Terre d'Avenir, le Grand Paris Express, le développement de la zone aéroportuaire voisine, etc.
Depuis janvier 2016, et conformément aux préconisations de la loi de 2014 de programmation de la politique de la ville, trois des comités de quartier ont été transformés en conseils citoyens : Beaudottes, Montceleux/Pont-Blanc, Rougemont/Charcot. Ils devront participer aux concertations dans le cadre du réaménagement urbain, de la politique de la ville, de la gestion urbaine de proximité, etc.
Enfin, les habitants portent des projets pour leur quartier. Ils organisent des animations intergénérationnelles, ils ont nommé deux voies nouvelles en faisant participer tout le quartier, etc.

## Population et société

### Démographie
Évolution démographique
L'évolution du nombre d'habitants est connue à travers les recensements de la population effectués dans la commune depuis 1793. Pour les communes de plus de 10 000 habitants les recensements ont lieu chaque année à la suite d'une enquête par sondage auprès d'un échantillon d'adresses représentant 8 % de leurs logements, contrairement aux autres communes qui ont un recensement réel tous les cinq ans,.

En 2022, la commune comptait 51 640 habitants, en évolution de +2 % par rapport à 2016 (Seine-Saint-Denis : +4,67 %, France hors Mayotte : +2,11 %).
| 1793 | 1800 | 1806 | 1821 | 1831 | 1836 | 1841 | 1846 | 1851 |
| ---- | ---- | ---- | ---- | ---- | ---- | ---- | ---- | ---- |
| 326  | 301  | 328  | 243  | 299  | 318  | 311  | 316  | 309  |

| 1856 | 1861 | 1866 | 1872 | 1876 | 1881 | 1886 | 1891 | 1896  |
| ---- | ---- | ---- | ---- | ---- | ---- | ---- | ---- | ----- |
| 318  | 361  | 360  | 365  | 518  | 689  | 848  | 873  | 1 028 |

| 1901  | 1906  | 1911  | 1921  | 1926  | 1931   | 1936   | 1946  | 1954   |
| ----- | ----- | ----- | ----- | ----- | ------ | ------ | ----- | ------ |
| 1 073 | 1 378 | 1 923 | 2 691 | 6 058 | 10 071 | 10 147 | 8 889 | 12 956 |

| 1962   | 1968   | 1975   | 1982   | 1990   | 1999   | 2006   | 2011   | 2016   |
| ------ | ------ | ------ | ------ | ------ | ------ | ------ | ------ | ------ |
| 17 969 | 20 253 | 34 221 | 41 809 | 48 478 | 47 063 | 51 106 | 50 053 | 50 629 |

| 2021   | 2022   | - | - | - | - | - | - | - |
| ------ | ------ | - | - | - | - | - | - | - |
| 51 845 | 51 640 | - | - | - | - | - | - | - |

Immigration
En 2012, selon l'Insee, Sevran compte 14 978 immigrés sur une population de 49 442 habitants soit 30,3 % de la population totale. En 2011, 25,8 % des Sevranais sont nés dans un pays non européen. Selon  Michèle Tribalat, en 2011, 61,9 % des jeunes de moins de 18 ans vivant à Sevran ont au moins un parent immigré né dans un pays non européen. Ces chiffres ne prennent pas en considération les 2e et 3e générations.
Du Moyen Âge jusqu'au XIXe siècle, l'immigration est quasiment nulle. C'est au XXe siècle, que les mouvements de population s'intensifient, occasionnés par les guerres, les transports nouveaux, la demande de main-d’œuvre saisonnière…  accueil alors d'une forte communauté arménienne, exilée après le génocide de 1915. D'ailleurs en 1950, est créée la Croix-Bleue arménienne[Passage problématique]. De même, la communauté italienne s'intègre facilement de 1930 à 1950, s’établit dans tout le département de Seine-et-Oise et notamment à Livry-Gargan et à Sevran. La troisième communauté à prendre place dans la commune sont les Polonais, venus trouver un avenir meilleur, à la fin de la Seconde Guerre mondiale[réf. nécessaire].
- Polonais : 32 %
- Italiens : 25,5 %
- Arméniens : 25,5 %
- Autres : 17 %

### Enseignement
Sevran dépend de l'académie de Créteil.
Au XVIe siècle, un seigneur nommé Charles Maheut s'intéresse à l'instruction des enfants. Il place dans la commune un maître instituteur.
Un siècle plus tard, l'abbé Flexelles installe et dirige une annexe des Petites écoles de Port-Royal, dans le fief de Fourchelle de 1656 à 1660. La commune accueille des maîtres jansénistes, Claude Lancelot (1615-1695) déjà éducateur à Port-Royal des Champs en 1638, et Pierre Nicole (1625-1695). Au XVIIIe siècle, de nombreux maîtres d'école se succèdent jusqu'à la Révolution française.
En l'An XII de la Révolution, Sevran est momentanément sans école. Il faut attendre 1809 le retour de Louis-Nicolas Dardelle, pour que l'école soit rouverte. Mais la commune se désintéresse totalement du sort des instituteurs qui sont rétribués par les parents d'élèves. L'instauration d'un enseignement primaire, laïc et gratuit par Jules Ferry, le 16 juin 1881, ne change aucunement les habitudes des Sevranais qui éduquent leurs enfants depuis déjà quelques siècles.
Le XXe siècle est marqué en 1905 par la loi de séparation des Églises et de l'État après de longs débats. Le 12 juillet 1902, la commune ferme[réf. nécessaire] l'école des Sœurs de la Providence d'Alençon installée depuis 1861[réf. nécessaire].
Il faut attendre 1930 pour qu'une nouvelle école soit construite à Sevran, ce qui entraînera l'ouverture d'autres écoles au fil des années. Aujourd'hui[Quand ?], la ville compte 29 écoles publiques, une privée, quatre collèges et un lycée.

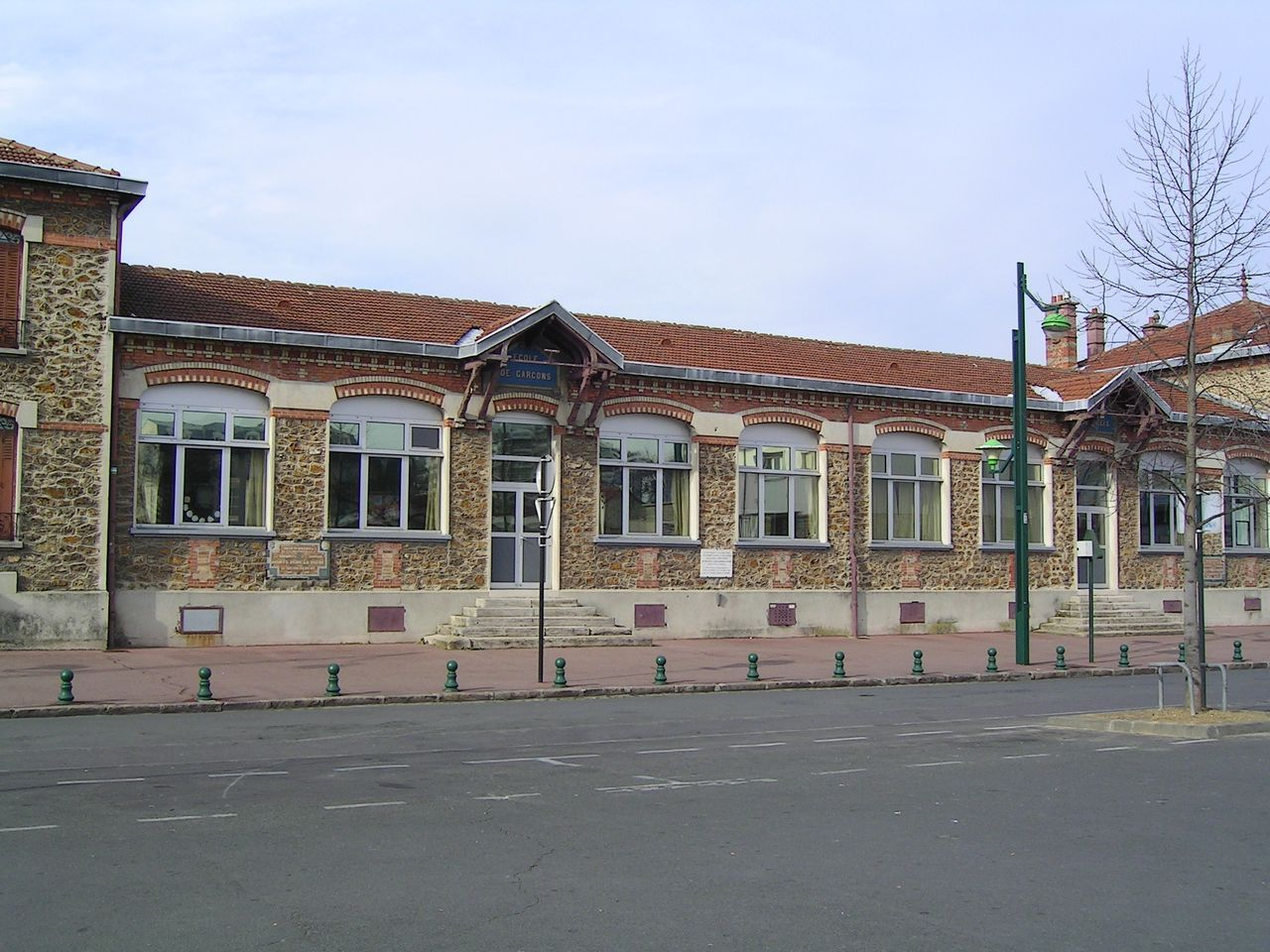
L'école Crétier
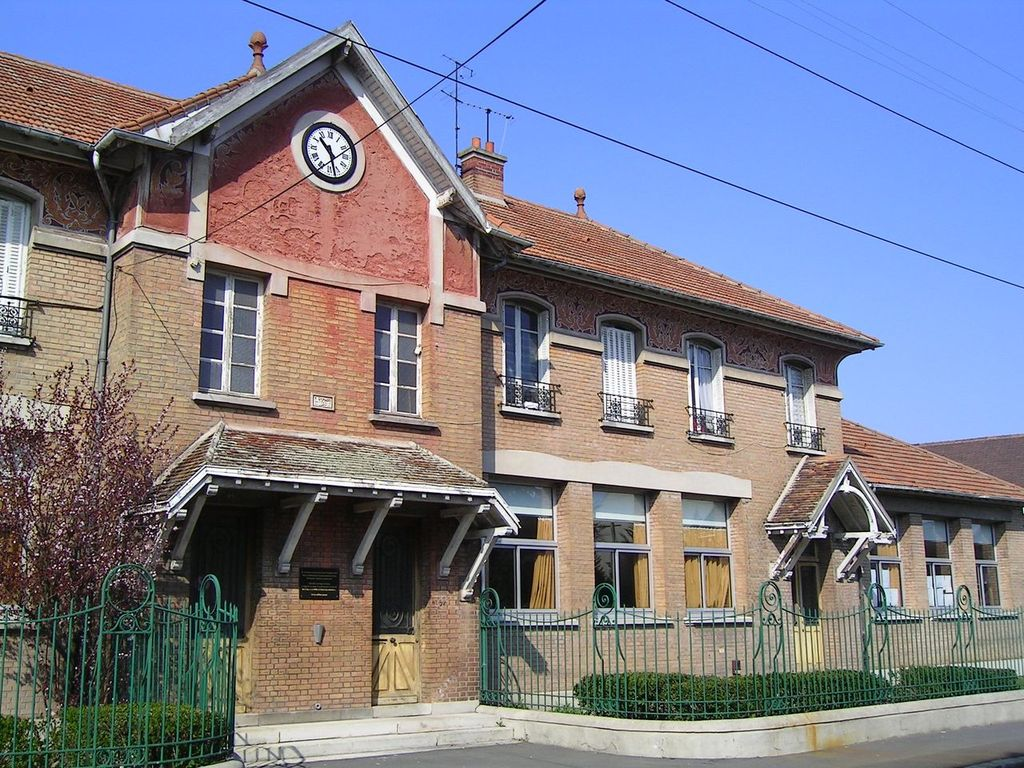
École primaire Victor-Hugo

### Santé
Sevran est doté d'un centre municipal de santé (Centre municipal de Santé Louis Fernet), d'un centre médico-psychologique, de centres de dépistage, de centres de protection maternelle et infantile (PMI), d'un centre de radiologie, et d'un planning familial situés en centre-ville. La ville regroupe une quarantaine de médecins généralistes et une cinquantaine de médecins spécialisés (très souvent regroupés en cabinets médicaux), des auxiliaires médicaux, et des infirmiers pour des soins à domicile. La commune offrait aussi un omnibus (espace médico-social), permettant de donner des soins à des personnes éloignées du centre-ville et démunies, qui n'existe plus en 2017. D'autre part, de nombreux foyers (foyers-restaurants, foyers-logements) ont été ouverts ces dernières années pour accueillir les personnes âgées.
La ville est rattachée au CHU Jean Verdier à Bondy, au CH Robert Ballanger à Aulnay-sous-Bois, et à l'hôpital de gérontologie René Muret-Bigottini.
En novembre 2002, la commission municipale « Handicap » ou « Comment mieux accueillir les handicapés dans la ville ? » a été créée par la municipalité. Cette commission a permis d’instaurer une assistance aux déplacements, des services et des aides spécialisées, un accès simplifié aux établissements spécialisés.

### Sports

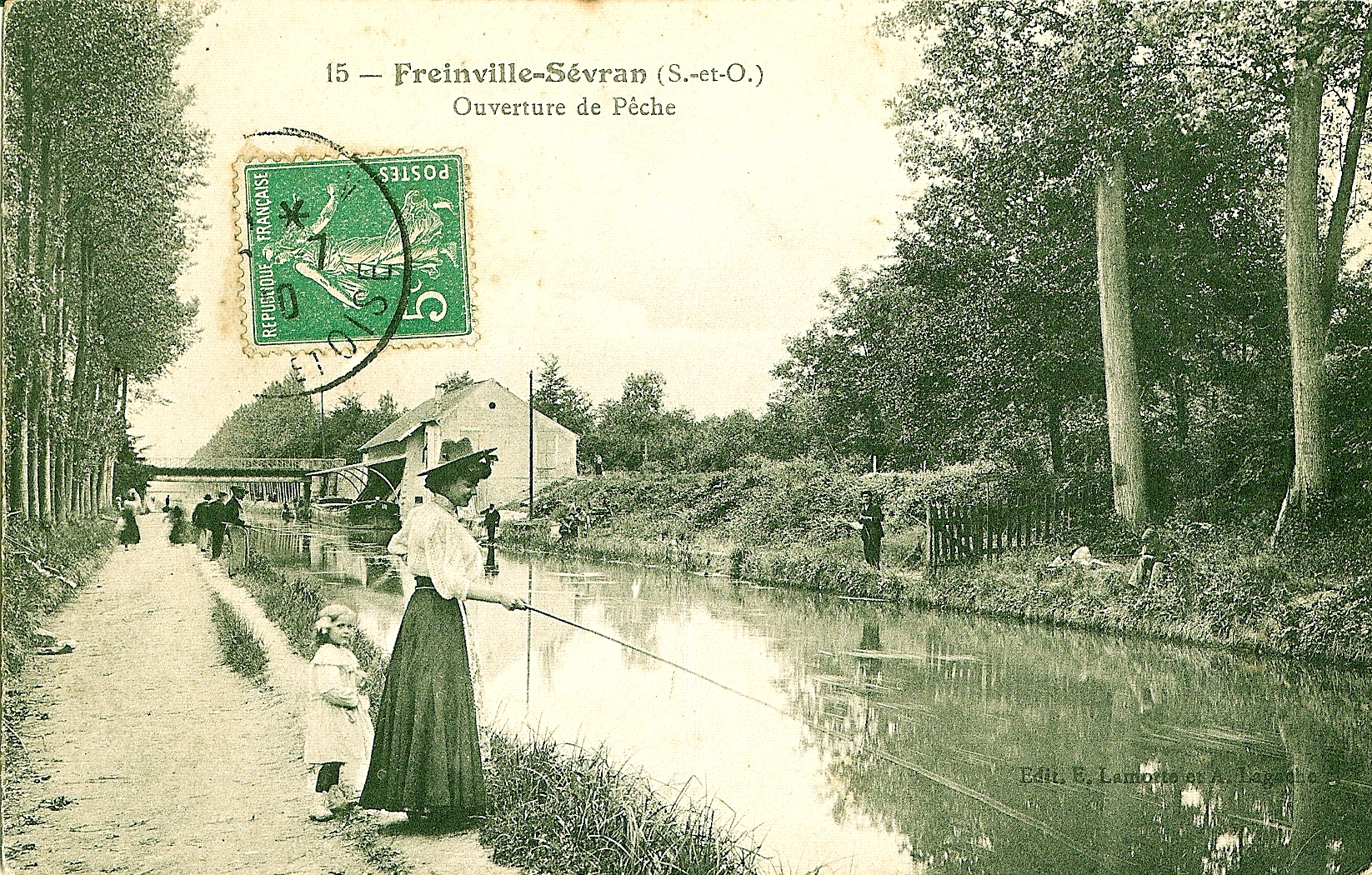
Si les pêcheurs du dimanche ne fréquentent sans doute plus les berges du Canal, on peut pratiquer de nombreux sports dans la ville.

Grâce aux cinquante-cinq associations sportives de la commune, les Sevranais peuvent pratiquer une grande variété de sports : les arts martiaux, l'athlétisme, le basket-ball, la boxe, le cyclisme, la danse, l'équitation, l'escalade, le football, le golf, la gymnastique, le handball, la musculation, la natation, la pêche, la pétanque, la plongée sous-marine, la randonnée pédestre, le roller, le tai-chi-chuan, le jiu-jitsu brésilien, le tennis, le tennis de table, le tir à l'arc, le trampoline (l'Acro Tramp Sevran est double champion de France par équipe hommes et femmes en 2016), le volley-ball, le yoga, et le canoë-kayak.
Pour pratiquer ces différents sports, la municipalité met différents complexes sportifs à la disposition des habitants : la cité des sports et l'école municipale des sports (rue Gabriel-Péri), cinq gymnases et deux stades multisports et une piscine.
Dans les années 2010, la mairie a inauguré :
- en janvier 2011, une salle gymnique de 500 m2 (chemin de Savigny),
- en avril 2012, des terrains de tennis couverts, un module mini-tennis de 160 m2, une salle de musculation, une infirmerie et une salle de réunion, soit un complexe sportif de 1 900 m2 situé avenue André Rousseau[51]

En 2014 Sevran a organisé un intégrathlon qui rassemble les personnes valides et invalides. Par ailleurs trois jours de sensibilisation sont organisés dans les écoles sur le thème du vivre ensemble et du respect de l'autre. En 5 ans il y a eu 150 000 participants.

### Maisons de quartier

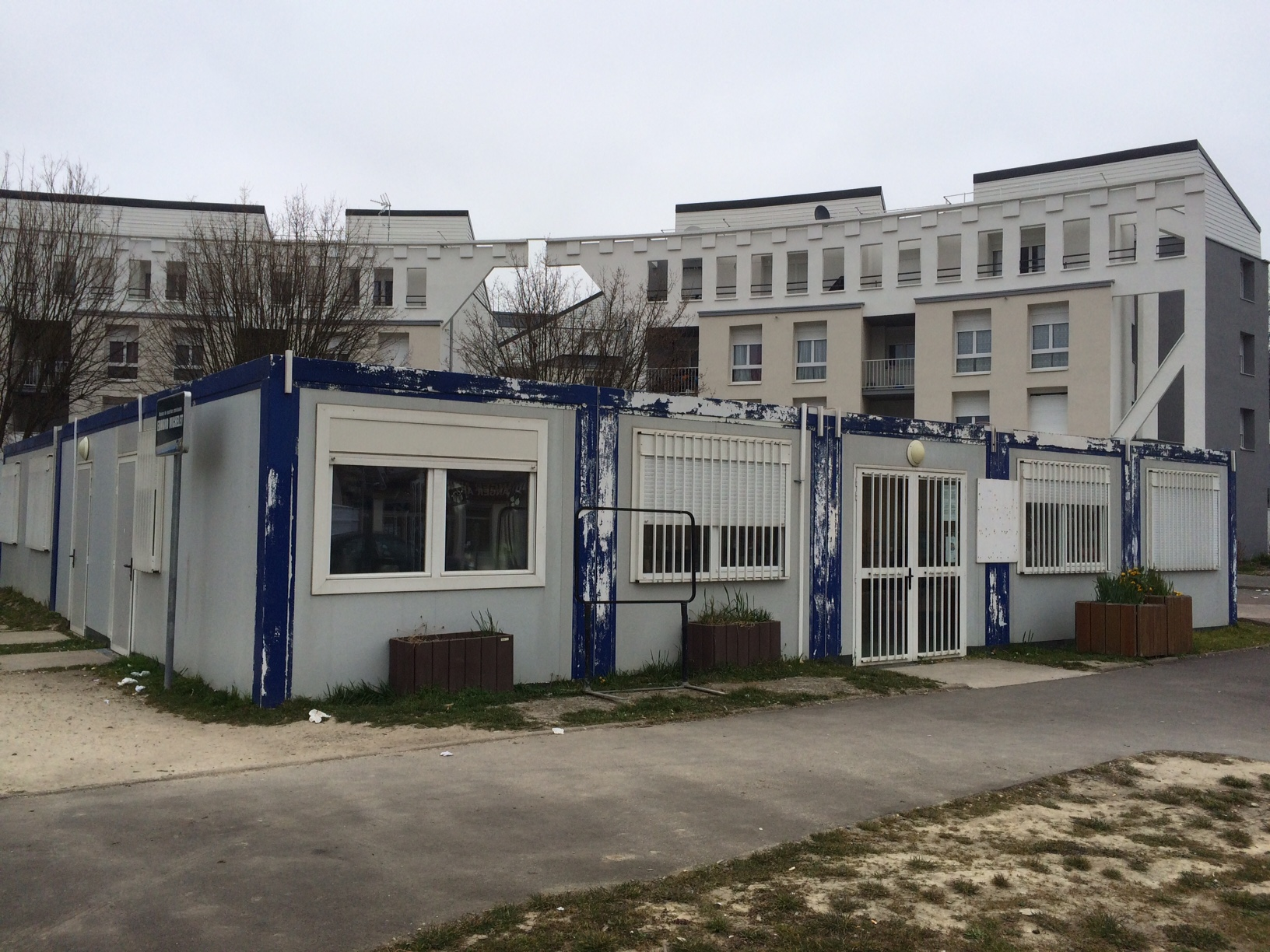
Vue du centre social Edmond Michelet en 2016.

La commune possède en 2017 trois maisons de quartier :
- La maison de quartier située dans le quartier des Beaudottes (agréée centre social Marcel-Paul) est créée le 22 juin 1989[53]. Le Louvre s'installe à Marcel-Paul pour une période de trois ans, en recevant gratuitement deux cents reproductions d’œuvres qui seront mises à la disposition des habitants de la ville sous forme de prêt. Cela fonctionne comme une bibliothèque[54].
- La maison de quartier, située dans le quartier Pont-Blanc/Montceleux (agréée centre social Edmond-Michelet) est créée le 7 novembre 2003[55]. Une nouvelle construction moderne a été inaugurée par Stéphane Gatignon le samedi 21 janvier 2017.
- La maison de quartier située dans le quartier Rougemont (agréée centre social) est créée le 3 octobre 2009[56]. Le samedi 29 avril 2017 est inaugurée la nouvelle maison de quartier Rougemont.

### Sécurité
Le taux de criminalité de la circonscription de police d'Aulnay-sous-Bois dont dépend Sevran est de 89,16 actes pour 1000 habitants (crimes et délits, chiffres 2005), avec un taux de résolution des affaires par les services de police de 22,43 %, ce qui est supérieur à la moyenne nationale (83/1000), mais inférieur au niveau moyen du département de la Seine-Saint-Denis : 95,67/1000.
La cité des Beaudottes est à plusieurs reprises évoquée par les médias comme étant un point important du trafic de stupéfiants. Selon Le Figaro, dès janvier 2008 le préfet de Seine-Saint-Denis est alerté sur la dérive d'un territoire devenu « hors contrôle ». Pour Les Inrocks. le quartier qui est « régi par la drogue », est « une des plaques tournantes de la drogue en Île-de-France. »
En 2022, à la suite de la mort de Jean-Paul Benjamin, habitant la ville et tué par un policier, cinq nuits d’émeutes, entre jeunes et forces de l’ordre avec 42 interpellations et une quinzaine de comparutions immédiates, se déroulent dans le quartier Les Beaudottes.
En mai 2024, dans un contexte de guerre entre groupes criminels sur fond de trafic de stupéfiants, deux fusillades en moins de 48 heures font trois morts et six blessés,.

### Manifestations culturelles et festivités
Jour de Fête : courant septembre, la ville réunit les associations sportives et culturelles ainsi que de nombreux services municipaux, leur permettant de se présenter à la population et de passer un moment de convivialité rythmé par la multitude d'animations proposées.
- Lire à Sevran : courant octobre-novembre, les bibliothèques de la commune proposent des expositions, des spectacles, des rencontres et des ateliers autour d'un thème[64]. Un nouveau point de lecture est installé à la Maison de quartier Edmond Michelet depuis son inauguration.
- Téléthon : Depuis quelques années, début décembre, la ville participe activement au Téléthon, offrant un programme festif et varié pour récolter le maximum de fonds pour la recherche : brocantes, animations, marché, attractions, thé dansant…
- Festival des Rêveurs éveillés : tous les ans en janvier-février, la ville organise le festival des Rêveurs éveillés, rendez-vous artistiques (danse, théâtre, cinéma, expositions…) pour les enfants de 3 à 6 ans[65],[66].
- Rencontres artistiques : elles sont organisées par le conservatoire et permettent de découvrir le travail des élèves en musique et danse[67].
- Tous les deux ans au mois de mai, le département d'arts plastiques organise l'Estival des arts et métiers d'art pour faire découvrir des artisans d'art et des artistes autour de techniques spécifiques[68],[69]
- Tous les ans en juin, la ville organise Zikfoot (Association Maximum Records depuis 2010) qui associe football et musique[70]. Depuis 2012 Street Art Festival (Association Banlieue's Heart) réunit des graffeurs de renommée internationale[71].
- Chaque année, la ville de Sevran organise conjointement avec l'Association Sevran ville verte ville fleurie (ASVVVF) le concours des Maisons Fleuries et d'Art Fleural. La ville et l'Association Sevran ville verte ville fleurie (ASVVVF) y ont concouru avec le patronage du conseil départemental (anciennement conseil général). Des rencontres, avec les professionnels des métiers de la nature et de l'environnement, se sont déroulées avec les collégiens et les lycéens[72],[73].
- Le samedi 29 septembre 1973 le comité des fêtes a organisé un music-hall avec le chanteur Michel Sardou. Deux ans plus tard c'est le chanteur Claude François et ses Claudettes qui mènent la danse à Sevran[74].
- Le carnaval de Sevran[75], a vu le jour en 1977, tous les ans sur un thème différent.
- En 1986, la ville de Sevran a accueilli des grands noms de la chanson française tels que Yves Duteil, Indochine, Guy Bedos. D'autres stars internationales ont également foulé les planches de la salle des fêtes de Sevran comme Georges Moustaki pour son avant-première[76].
- Le 2 juillet 1987, Ray Charles a donné un concert à Sevran[77].
- Les fêtes de quartier existent depuis 1995 pour Pont-Blanc et Rougemont et en 1996, pour les Beaudottes. Elles sont organisées par le service politique de la ville, à l'initiative de la municipalité. De nombreuses activités et spectacles sont proposés par les associations du quartier et les services municipaux, à destination de tous les âges.
- Le 21 juin 1997 Sevran organisait la Fête de la musique et inaugurait l'école de musique et de danse Louis Kervoern[78].

### Médias
La mairie de Sevran publie un mensuel d'informations locales, intitulé Sevran le journal.
Le photographe Edmond Bouchez a fait les photos de soixante-cinq habitants du quartier Rougemont. L'artiste JR a fait agrandir ces photos qui ont été utilisées sur la palissade pendant les travaux de la construction de la nouvelle maison de quartier, rue Pierre-Brossolette.

### Cultes

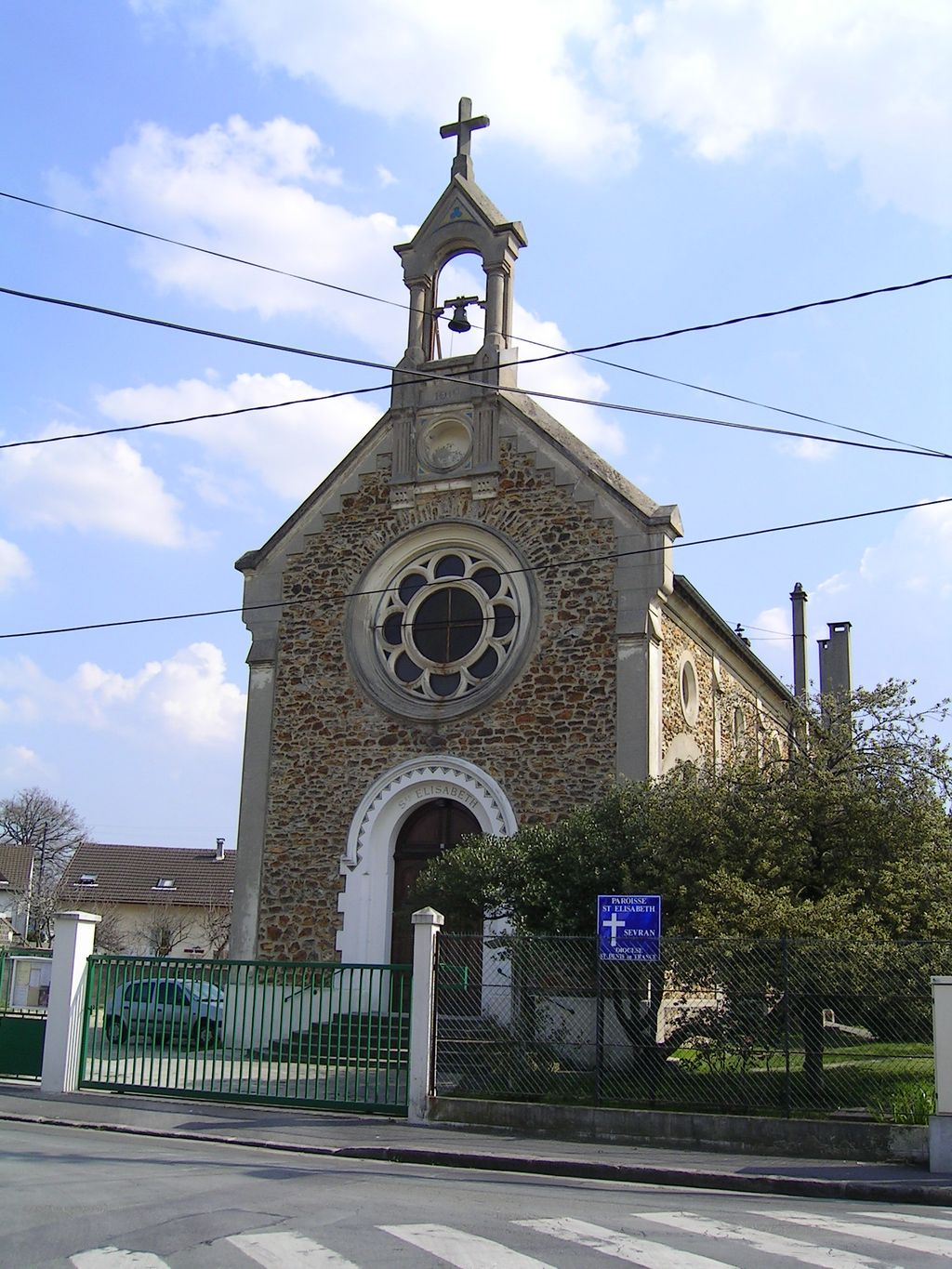
L'église Sainte-Élisabeth.

- Culte catholique : l'Église Saint-Martin (rue Lucien-Sampaix), la chapelle Saint-Vincent-de-Paul de Rougemont (à l’angle de l’allée Hélène Boucher et de l’avenue du Commandant-Charcot), l'église Sainte-Élisabeth de Freinville (allée Henri-IV), la chapelle de l'Hôpital René-Muret-Bigottini.
- Culte israélite : la synagogue (rue du Docteur-Roux).
- Culte musulman : l'association communautaire culturelle musulmane sevranaise (chemin de Savigny).
- Culte protestant : l'église évangélique baptiste (rue d’Aulnay).
- Culte des témoins de Jéhovah : salle du royaume (rue de Rougemont)

### Cimetières
Le vieux cimetière est situé avenue du Général-Leclerc et le cimetière intercommunal de Tremblay-en-France.

## Économie

### Revenus de la population et fiscalité
En 2013, le journal américain The Economist écrit que Sevran est l'une des communes parmi les plus pauvres de l'aire urbaine de Paris. En effet en 2013, 36 % des résidents sont considérés comme en dessous du seuil de pauvreté, alors que la moyenne nationale en France est de 12 %. Environ 75 % des habitants de Sevran habitent dans des logements subventionnés.

### Emploi
La population active de Sevran s'élève à 22 561 personnes, soit 62,2 % de la population. Deuxième ville la plus jeune de France métropolitaine, 17 % des actifs sont au chômage [réf. nécessaire]. Un taux qui grimpe à 40 % pour les moins de 25 ans en 2013.
Un Pôle Emploi Insertion Formation (PEIF), anciennement (PEF) dans la zone d’activités Bernard-Vergnaud s'est installé 2 Rue Paul Langevin à Sevran. Il regroupe des partenaires socio-économiques : la mission locale intercommunale, le service RMI, l’association Compétences Emploi, une agence Pôle Emploi. L'agence principale de Pôle Emploi se situe à Livry-Gargan et la Bourse du Travail se situe à Bobigny.
La commune offre plusieurs possibilités de formations pour les chercheurs d'emploi. Ainsi différents établissements ont été créés pour les seconder dans leurs recherches. Outre Pôle Emploi, sont présentes l'association pour l’emploi, l’information et la solidarité (APEIS), le Centre d'information et d'orientation (CIO), la Direction départementale du Travail et de l’Emploi, l'association nationale pour la Formation Professionnelle des Adultes (AFPA), l'établissement de formation continue GRETA, et l'association de formation et d’enseignement continu (AFEC).

### Entreprises et commerces
Pendant les années 1970 et 1980, la commune doit son essor économique à l'implantation déjà ancienne de deux industries : les laboratoires Kodak et Westinghouse (freinage automobile et ferroviaire -1892-1998). Mais ces deux entreprises ferment leurs portes dans les années 1990. Aujourd’hui, la ville essaie de retrouver un tissu économique, grâce au parc d'activités Bernard-Vergnaud qui accueille de nombreuses entreprises et au quartier des Beaudottes, organisé autour du centre commercial « Beau Sevran » (avec un hypermarché Carrefour, qui emploie 410 salariés, et une galerie commerciale de 22 000 m2). Mais le nombre des emplois stagne (8 497 en 2012 contre 8 367 en 2007) et demeure largement inférieur à la population active résidente (22 942 en 2012, dont 4 446 chômeurs).
En 2008, la ville compte neuf cents établissements sur son territoire, essentiellement des petites et moyennes entreprises, mais également Otus/Onyx (traitement de déchets ménagers, cent quarante salariés) ou les Taxis Bleus (cent quarante salariés). Sevran offre certains avantages aux entreprises qui décident de s'implanter dans les quartiers tels que Pont Blanc, Rougemont et Beaudottes classés Zone de redynamisation urbaine (ZRU) : exonération de taxe professionnelle et d’impôts sur les sociétés pendant cinq ans, ou de cotisations patronales sur un an. La commune dispose également d'une zone franche urbaine (ZFU).

## Culture locale et patrimoine

### Lieux et monuments

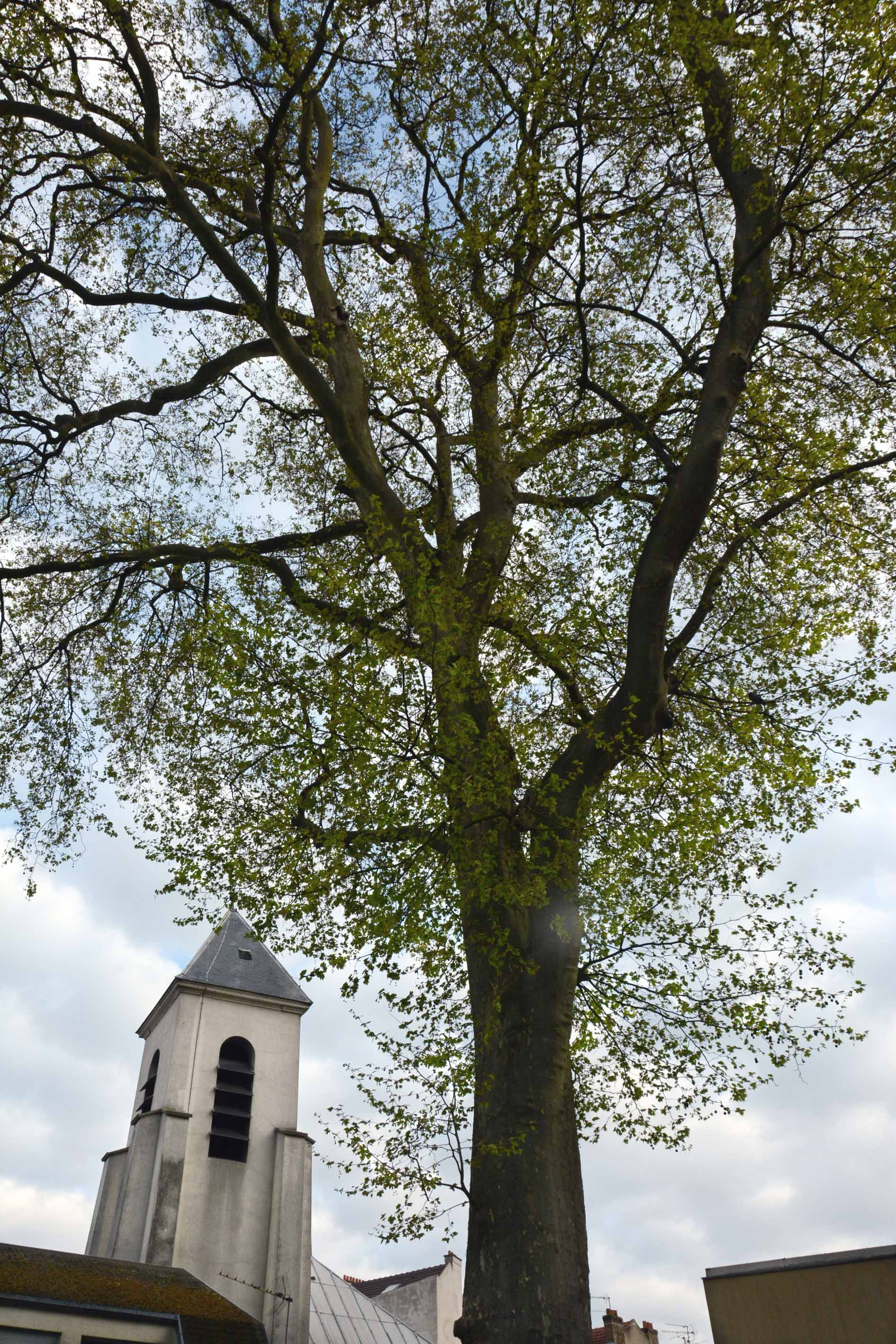
L'arbre de la Liberté

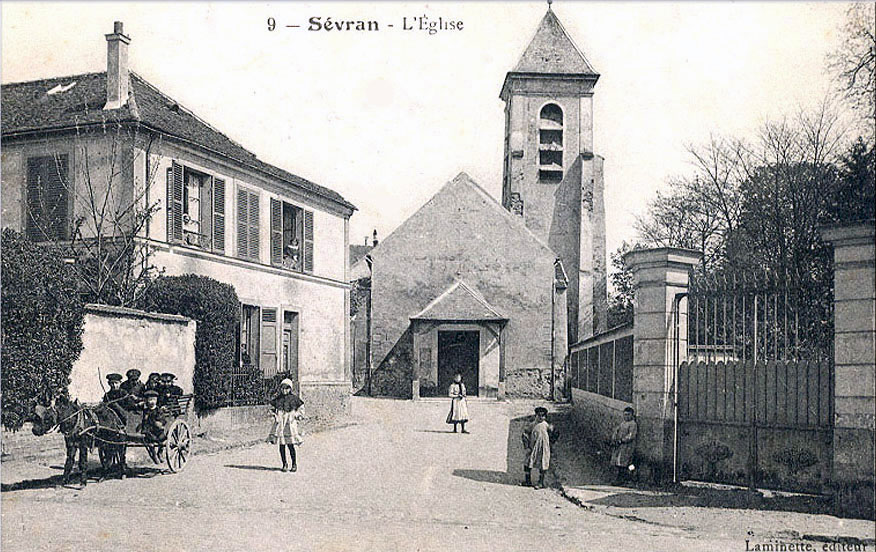
L'église Saint-Martin vers 1900 - cloche de l'église sonnant 18h :Fichier:Sevran - Cloche de l'église Saint-Martin - 18h.ogg

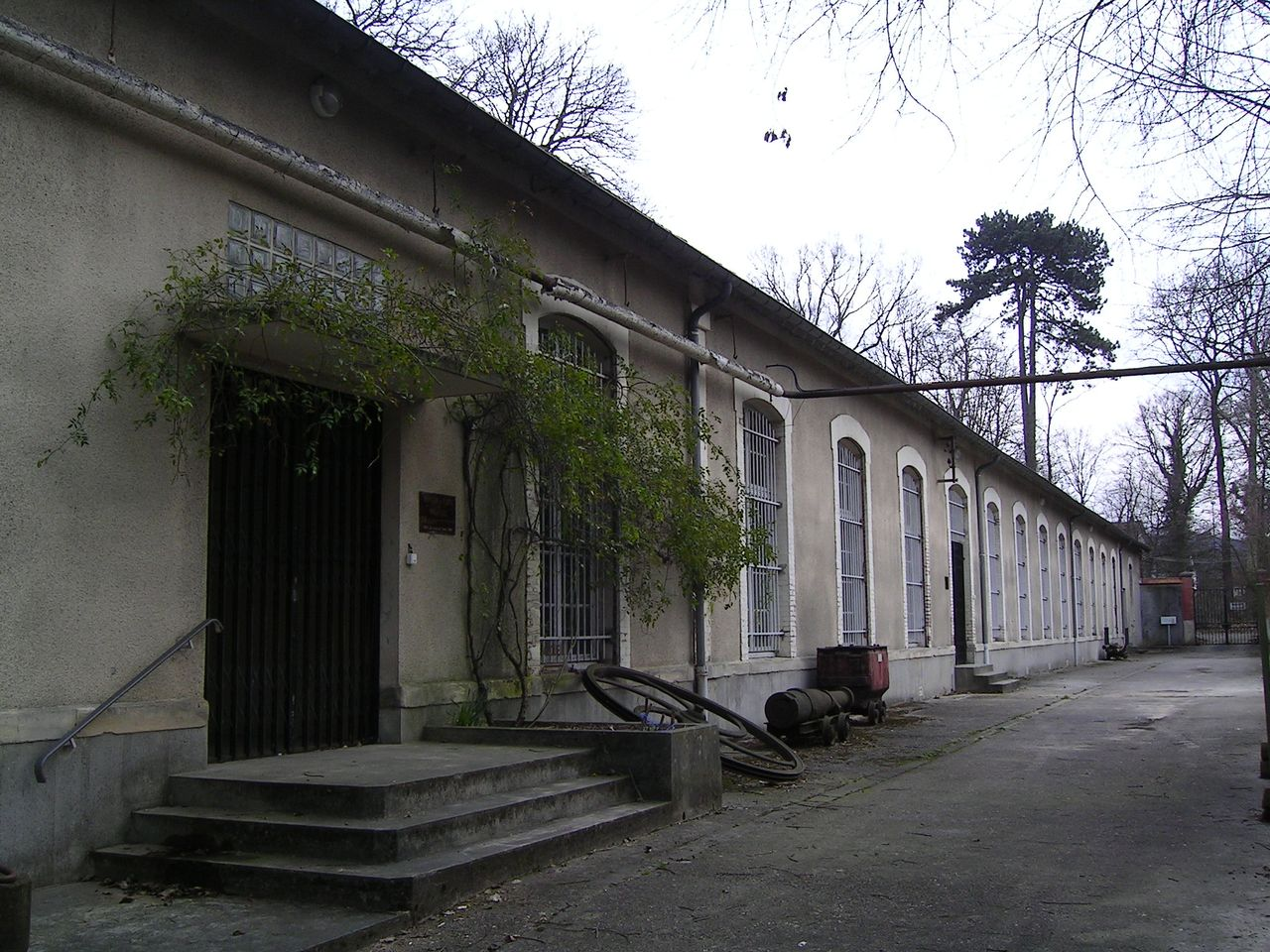
Le musée de la poudrerie

La mairie est indissociable de la première école laïque. Elle abrita de nombreuses personnalités. Alfred Nobel qui, après s'être installé à Paris en 1873 dans un hôtel particulier de l'avenue de Malakoff, cherche un lieu pour installer un laboratoire proche de Paris. Il acquiert à Sevran l’ancien château du fief du Fayet (dont la partie habitat abrita la mairie jusqu'en 2015) situé près de la Poudrerie nationale de Sevran-Livry. La mairie a ensuite été transférée dans la maison de maître rénovée de l'ancien fief de la Fossée.
- Le Musée des Poudres a été ouvert en 1982. Il se situe dans le parc forestier de Sevran et retrace un siècle d'histoire des poudres.
- Les fermes sevranaises témoignent de l’époque médiévale et du passé agricole du « Pays de France » (ferme de Rougemont, ferme de Montceleux, ferme des Beaudottes, ferme de Fontenay-le-Bel). Elles ont été détruites ; seule la ferme de la Fossée a été conservée.
- L'ancienne tour de Garde : cette tour circulaire de la fin du XIXe siècle permettait la surveillance de toute la propriété. Elle remplace probablement une tour plus ancienne édifiée sur l'enceinte du domaine.
- L'église Saint-Martin remonte à l’époque médiévale, mais l'édifice actuel lui fut dédié en 1551. À cet emplacement, des fouilles archéologiques ont mis au jour un sanctuaire funéraire mérovingien. L'église s’agrandit en 1935 par l'ajout de bas-côtés. En 1981, la première travée de l'église est ravagée par un incendie. En octobre 2005, après des années de silence, les cloches se sont remises à sonner. L'édifice abrite des dalles funéraires anciennes. En haut de la nef de l'église Saint-Martin, se trouve une petite statue de plâtre peint. Cette statuette est une reproduction de la statuette du  Jésus de Prague. La statuette  originale de l'enfant Jésus de Prague aurait quitté l'Espagne en 1555, pour l'Europe centrale, emportée par Dona Maria Manrique de Lara, partie épouser Vlatislav de Pernstejn. En 1628, leur fille, Polyxène de Lobkovicz, détentrice de cette œuvre l'offrit à l'Église.
- Le Khatchkar, monument inauguré le 18 avril 1999, dédié aux victimes du génocide arménien de 1915, se trouve au parc Badier, avenue de Livry.
- L'arbre de la Liberté (rue Lucien-Sampaix) est un platane commun à feuilles d'érable, planté en 1790 derrière l'église Saint-Martin, à l’occasion des cérémonies commémoratives de la Révolution. De nos jours, l’arbre atteint une hauteur de 29 mètres, son tronc a une circonférence de cinq mètres.
- L'église Sainte-Élisabeth de Freinville (allée Henri IV), fut élevée en 1912 en pierre meulière. Sa construction fait suite à l'installation de l'usine Westinghouse et à l'apparition du nouveau lotissement pour ouvriers de l'usine, baptisé « Freinville » en rapport avec la production de la compagnie. L’église et son presbytère furent fondés par le père Laurençon, sous le vocable de « Sainte-Élisabeth de Hongrie », en souvenir de sa mère qui se prénommait Élisabeth.

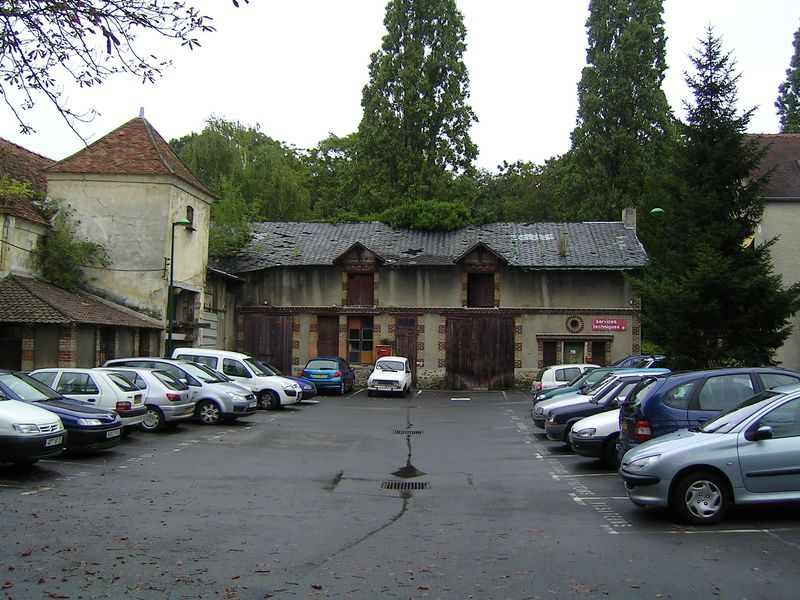
La ferme de la Fossée
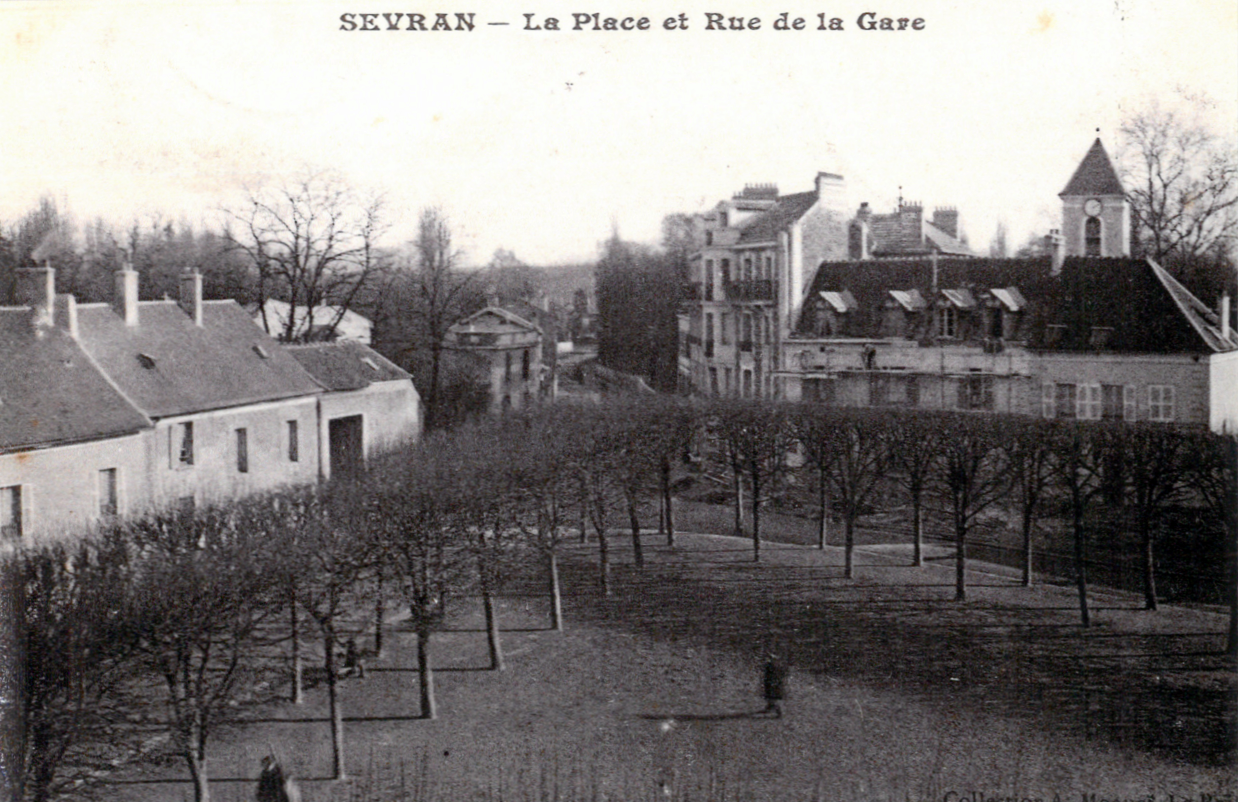
Place de la gare de Sevran
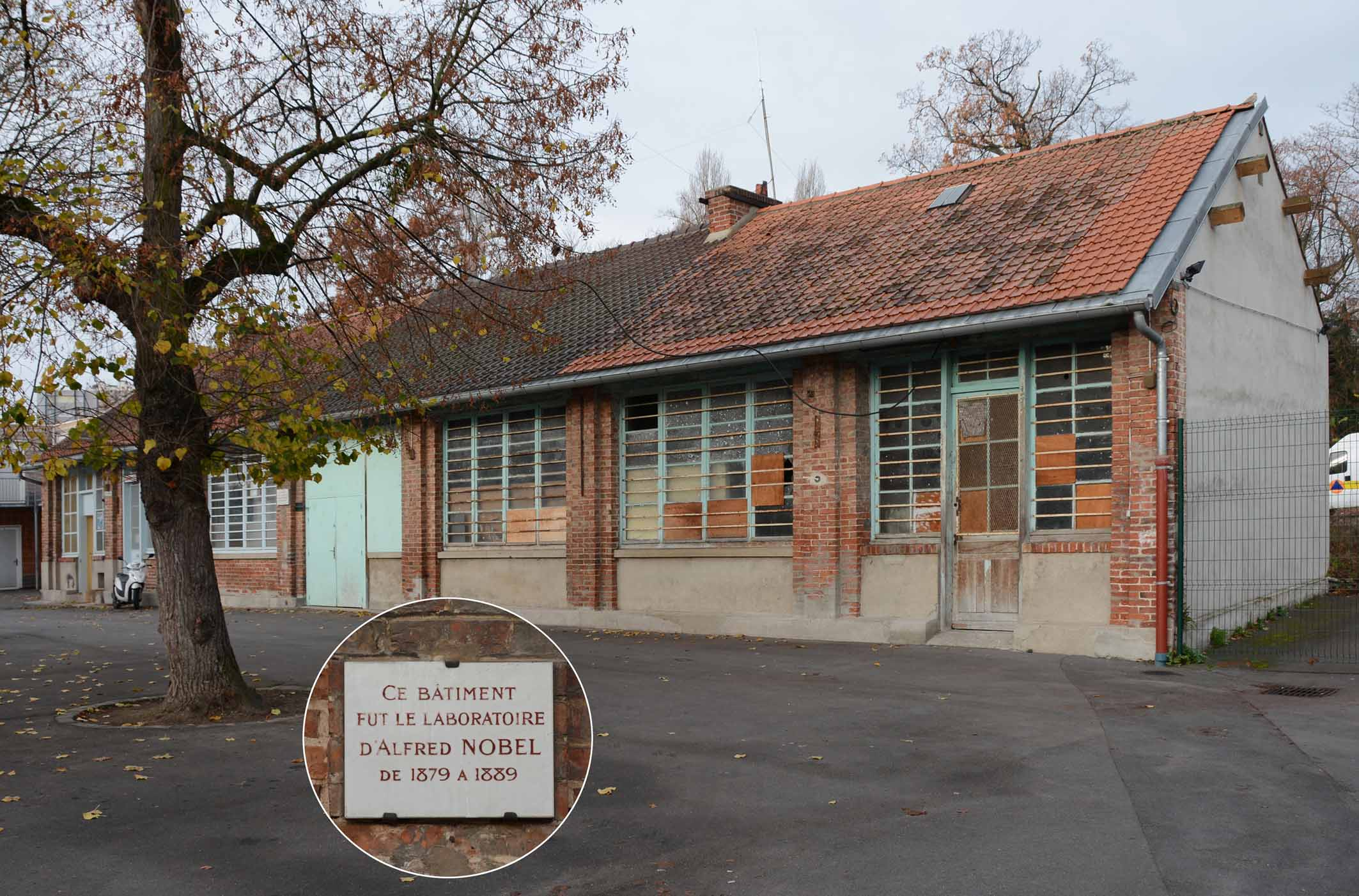
Atelier d'Alfred Nobel

### Patrimoine naturel

#### Parcs et espaces verts

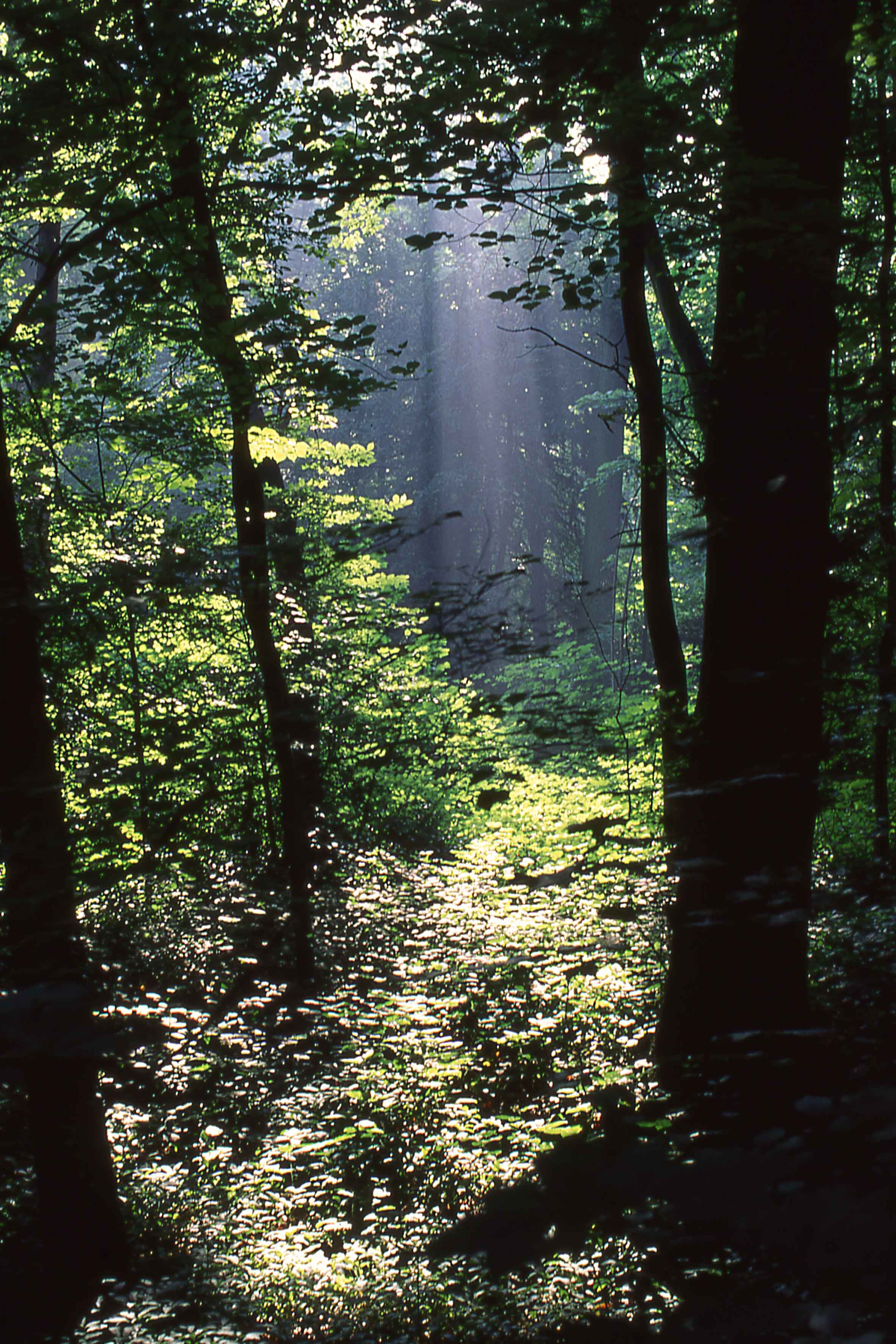
Sous-bois dans le Parc de la Poudrerie de Sevran

Sevran est une ville fleurie, ayant obtenu deux fleurs lors du dernier concours des villes fleuries. Elle offre à ses 51 225 habitants 88 hectares d'espaces verts gérés par la commune et 73 hectares par l’Office national des forêts :
- le parc Badier (avenue de Livry) ;

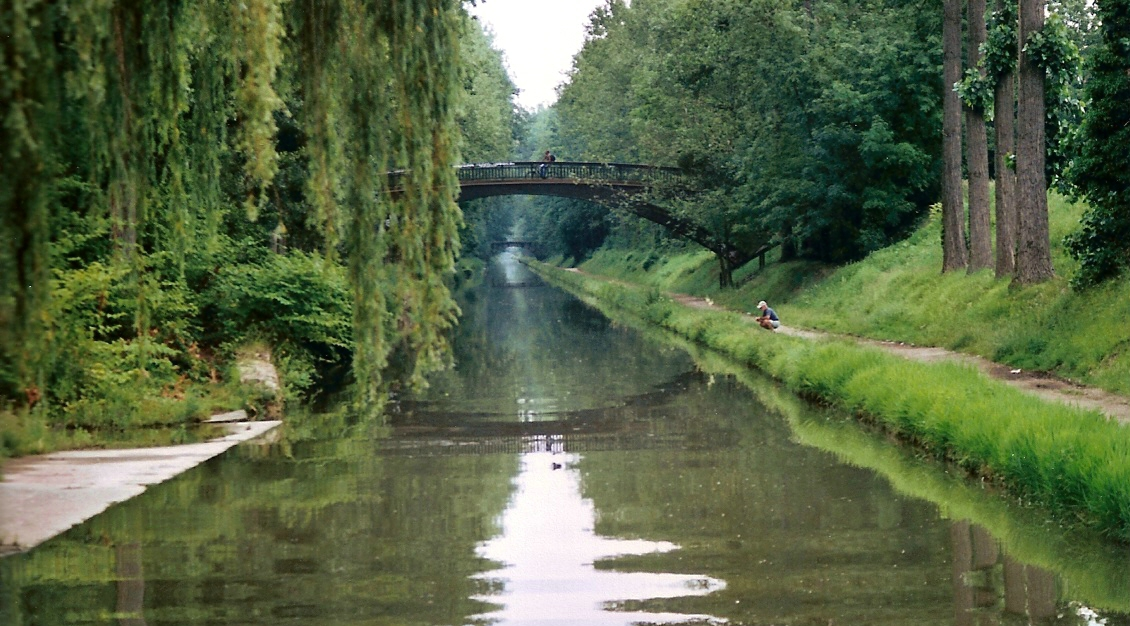
Le canal de l'Ourcq au début du parc forestier de Sevran, vue de l'ouest.

- le parc Louis-Armand (28, avenue du Général-Leclerc). En 2015 ce parc a connu une cure d'embellissement. Cet hiver-là, la rivière fut nettoyée, cinq cents mètres carrés de terrain furent ressemés en gazon[86]. Trois ruches destinées à favoriser la pollinisation furent installées au mois de juin. La première récolte de 2016 a permis de recueillir vingt-neuf kilogrammes de miel ;
- le parc des Sœurs (rue Lucien-Sportiss et d'Estienne d'Orves) ;
- la plaine des Cèdres (rue Kilian et Youri-Gagarine) ;
- la Roseraie (avenues André-Toutain, Dumont-d'Urville et Kilian) ;
- le jardin des Senteurs (avenue du Général-Leclerc et sente de Rougemont) ;
- la butte de Érables (avenues Ronsard et Salvador-Allende) ;
- le parc de la Ferme de la Butte-Montceleux (rue Gabriel-Péri) ;
- le parc forestier national de Sevran (Poudrerie nationale de Sevran-Livry) ;
- le parc départemental de la Tussion (qui prolonge le parc forestier national de La Poudrerie jusqu'à la gare du Vert-Galant)
- la friche Kodak (ouverte à la fréquentation du public depuis août 2013)[87]

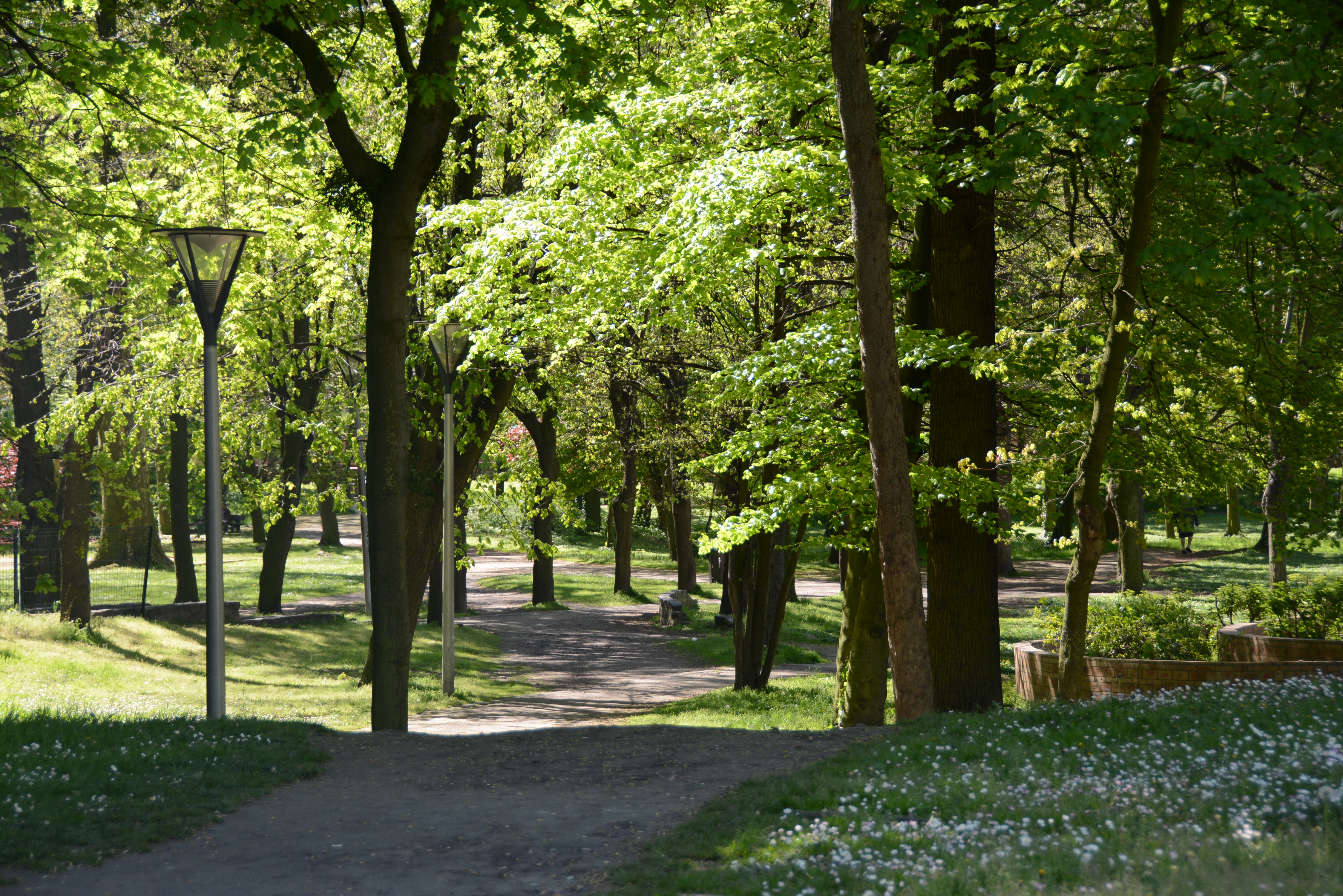
Parc des Sœurs.
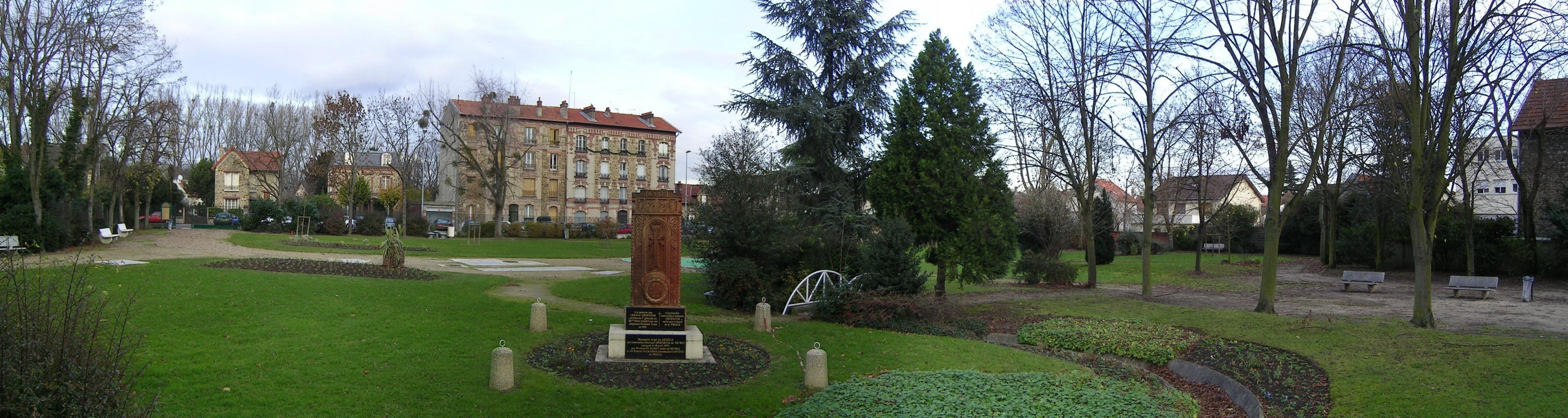
Parc Badier.

#### Faune
Plusieurs espèces que l'on trouve dans les forêts de Sevran sont suivies et protégées par une ZNIEFF (zones naturelles d'intérêt écologique, faunistique et floristique). Depuis janvier 1999, la gestion du parc est dévolue à l’Agence des espaces verts de la région Ile-de-France, classé en « zone naturelle d’intérêt écologique floristique et faunistique » (ZNIEFF).
Le parc de la poudrerie abrite plusieurs types d'espèces de coléoptères (près de vingt-huit espèces) dont celles de la famille des Carabidae, de la famille des Histeridae, celles de la famille des Silphidae ou de la famille des Staphylinidae. Le Cerambyx cerdo Linné est sous protection nationale.

##### Avifaune
Des perruches à colliers sont régulièrement signalées dans les parcs de la Poudrerie, des Sœurs, etc. On les trouve particulièrement dans les villes limitrophes des zones aéroportuaires, comme Sevran, avec l'aéroport de Paris-Charles-de-Gaulle.
Le Triturus helveticus est une espèce menacée par la destruction des zones humides et de son habitat (zone marécageuse). Les pics mars (Dendrocopus medius) et pics noirs (Dryocopus martius) font partie des oiseaux rares trouvables dans les zones forestières.
Les crécerelles (Falco tinnunculus) et l'épervier d'Europe (Accipiter nisus) sont fréquemment observés dans ces lieux.
L'hirondelle rustique (Hirundo rustica), considérée comme étant en déclin, figure dans la liste des oiseaux menacés.

#### Flore
Des spécimens de la période post-glaciaire sont encore présents dans le parc de la Poudrerie de Sevran. Vers la période Atlantique (7 000 ans) le climat chaud et humide permet la prolifération de chênaies. Vers la période subatlantique (IXe siècle av. J.-C.), le climat tempéré permet la croissance du hêtre et du charme.

### Patrimoine industriel

#### Carrières
Le calcaire des sous-sols ainsi que les carrières de gypse, sont exploités pendant plus de 2000 ans. En 1826, Julien Leclaire extrait le plâtre qu'il conduit ensuite par wagonnets jusqu'au canal de l'Ourcq afin de les livrer par péniches  à la capitale.

#### Westinghouse
En 1874, le groupe Westinghouse d'origine britannique obtient la commande d'un réseau français de chemins de fer la Compagnie de l'ouest. En 1891, The Westinghouse Brake Company va développer son activité partout en France, notamment à Sevran, grâce à l'acquisition de cinq hectares du Bois-du-Roi et du bois de Rougemont. Cette forêt était une propriété de la couronne de France transmise à la famille d'Orléans et était réputée pour les activités de banditisme qui s'y pratiquaient. La nouvelle agglomération autour de l'usine est dès lors nommée « Freinville » pour rappeler l'activité principale du groupe.
L'usine de Sevran emploie trois cents personnes et permet de produire chaque année mille deux cents équipements de commandes de frein pour locomotives et six mille équipements de freinage pneumatiques pour les voitures de voyageurs et seront les seuls en Europe jusqu'en 1914.
En mars 1968, la société française transfère officiellement son siège social de Paris à Sevran au 2, boulevard Westinghouse. De plus, les moyens de production et de commercialisation sont transmis sur un nouveau site, à Claye-Souilly. La société est divisée en trois divisions opérationnelles indépendantes : automobile, ferroviaire, pneumatique industrielle.
Mais dès les années 1977, la société souhaite supprimer certains emplois et souhaite délocaliser l'usine aux États-Unis à cause de la mondialisation. Des mouvements de grève s'organisent par la CGT, la CFDT et FO qui ont duré huit semaines en mai et juin 1977.
Malgré l'effort des syndicats et des ouvriers, l'usine Westinghouse a été démantelée en 1997[réf. incomplète].

#### Kodak

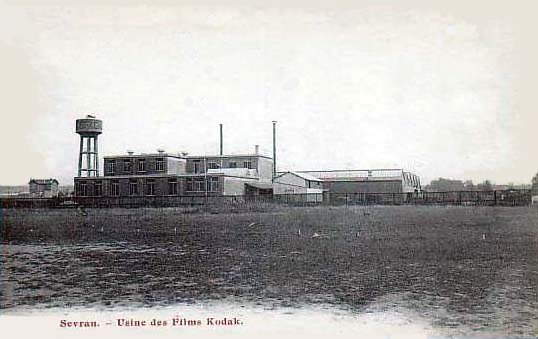
L'usine des films Kodak vers 1900

L'entreprise américaine s'implante à Sevran en 1924 en choisissant un grand terrain proche d'une voie d'eau et d'une gare de chemin de fer et débute son activité le 18 février 1925. La municipalité voit l'arrivée de Kodak comme un bienfait pour la prospérité économique de la ville. Le site est défriché progressivement et les bâtiments sont construits au fil du développement de l'activité. Celle-ci atteint son plein essor à la fin des années 1960 avec environ 2100 employés, majoritairement des femmes}.
La désindustrialisation qui frappe la France, et la Seine-Saint-Denis en particulier, touche aussi le site Kodak de Sevran. L'entreprise est aussi affaiblie par l'arrivée de la photographie numérique. Les premiers plans de suppression d'emplois ont lieu en 1982-1983. L'activité cesse en 1993 et le site ferme ses portes en 1995.
Depuis, plusieurs projets ont été envisagés pour la reconversion du site. En parallèle, l'entreprise, encadrée par la préfecture de Seine-Saint-Denis, mène des travaux de dépollution du site, dont la fin est actée par un procès-verbal de récolement du préfet le 17 juillet 2012. Le site est ouvert au public depuis août 2013. Il a accueilli plusieurs éditions des Rendez-vous aux Jardins organisés par la mairie vidéo.
Prévu pour 2050, le programme « Nature 2050 » est lancé par des associations, des scientifiques, des collectivités et entreprises. Le projet a pour but de mettre en place des projets d'actions concrètes en faveur de l'écologie, suivant les recommandations de la COP 21. L'ancien site de Kodak situé à Sevran verra une transition progressive après 2016 en un terrain agricole urbain.

### Patrimoine culturel
- Les bibliothèques : quatre équipements et des activités diverses.

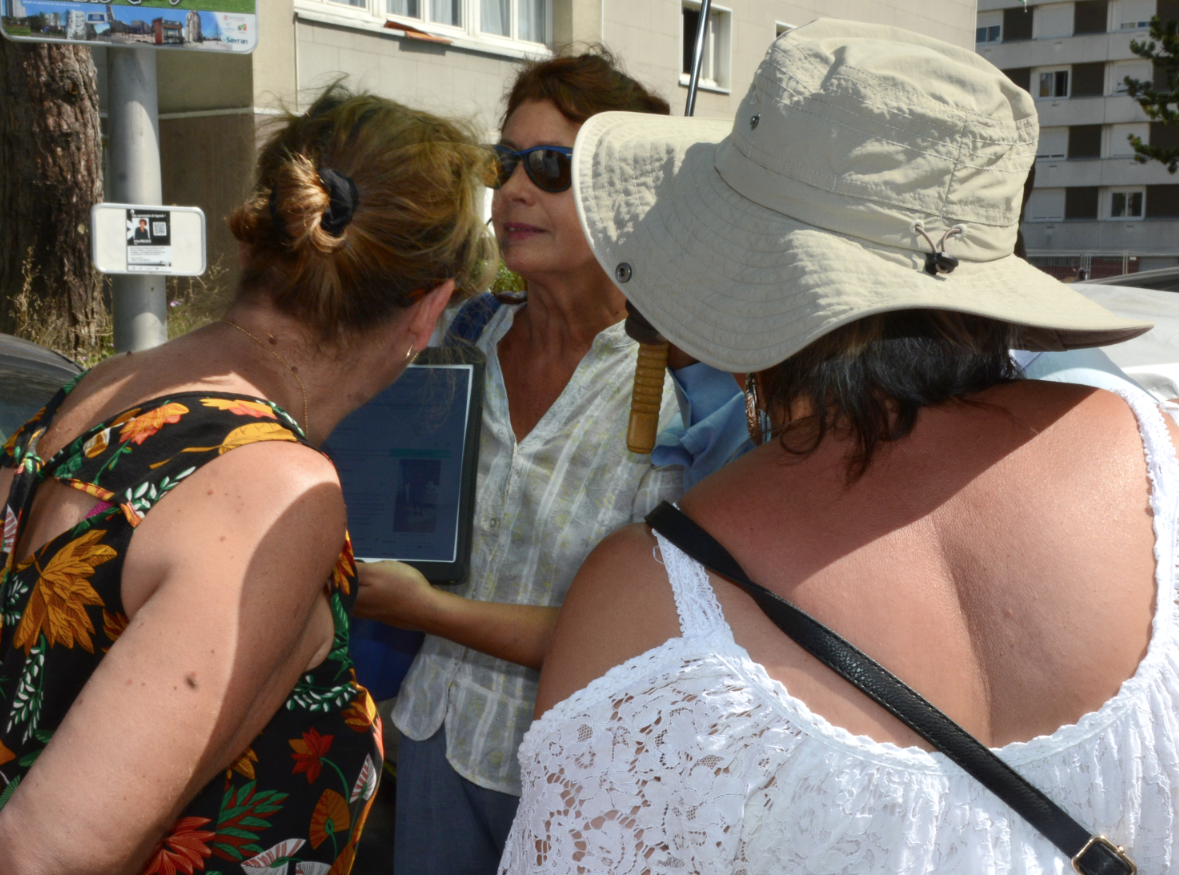
Balade urbaine du 28 août 2019

- Le département "arts plastiques": avec deux ateliers, l'atelier Poulbot, qui accueille les enfants de 18 mois à 15 ans, et l'espace François-Mauriac, ouverts aux adultes. Ce dernier espace offre aussi des représentations de théâtre classique et moderne et des concerts de musique.
- "QRpedia Sevran, mémoire digitale urbaine", une première nationale[101] ! Le Département de l'Education à l'Image développe, depuis 2016, l'action numérique collaborative de signalétique urbaine "Soyez QRieux de votre ville avec QRpedia Sevran". Cette dernière a pour objectif de faire découvrir et de valoriser les lieux et événements marquants, les personnalités historiques et actuelles locales[102]. Inédite en France, cette signalétique de valorisation patrimoniale présente, grâce au QRcode scanné avec un smartphone, le texte et les éléments d'accroches (visuels, sonores, ...) de la page Wikipédia des personnalités, lieux, faits historiques ou éléments du patrimoine sevranais sélectionnés. Avec plus de 1500 habitants de tous les quartiers et de toutes les générations, ces ateliers ont abouti à la création de 75 supports QRpedia Sevran en 2020, disposés au sein de la ville. QRpedia Sevran est soutenue par 12 partenaires institutionnels dont le Conseil d'Architecture, d'Urbanisme & Environnement de Seine-Saint-Denis (C.A.U.E 93), le Théâtre National de Chaillot, la Société du Grand Paris Express, les sociétés de transports SNCF, Keolis CIF et Transdev, et l'association Société de l'Histoire et de la Vie à Sevran (SHVS). Depuis 2018, un partenariat avec les établissements d'enseignement secondaire de la ville participent à ces ateliers et aux balades urbaines, inaugurées le 7 juin 2019[103], par les collégiens d'Evariste Galois devenus "guides urbains" après une formation à l'éloquence de plusieurs mois.
- L'école de musique et de danse : pour découvrir la musique et la danse et se préparer à l'entrée au Conservatoire de Paris.
- La salle des fêtes : offre des représentations théâtrales de pièces classiques et modernes, des ballets de danse classique et moderne et des spectacles de marionnettes.
- Espace François-Mauriac : présente des concerts de musique (musique du monde, chansons françaises…) ainsi que des pièces de théâtre moderne.

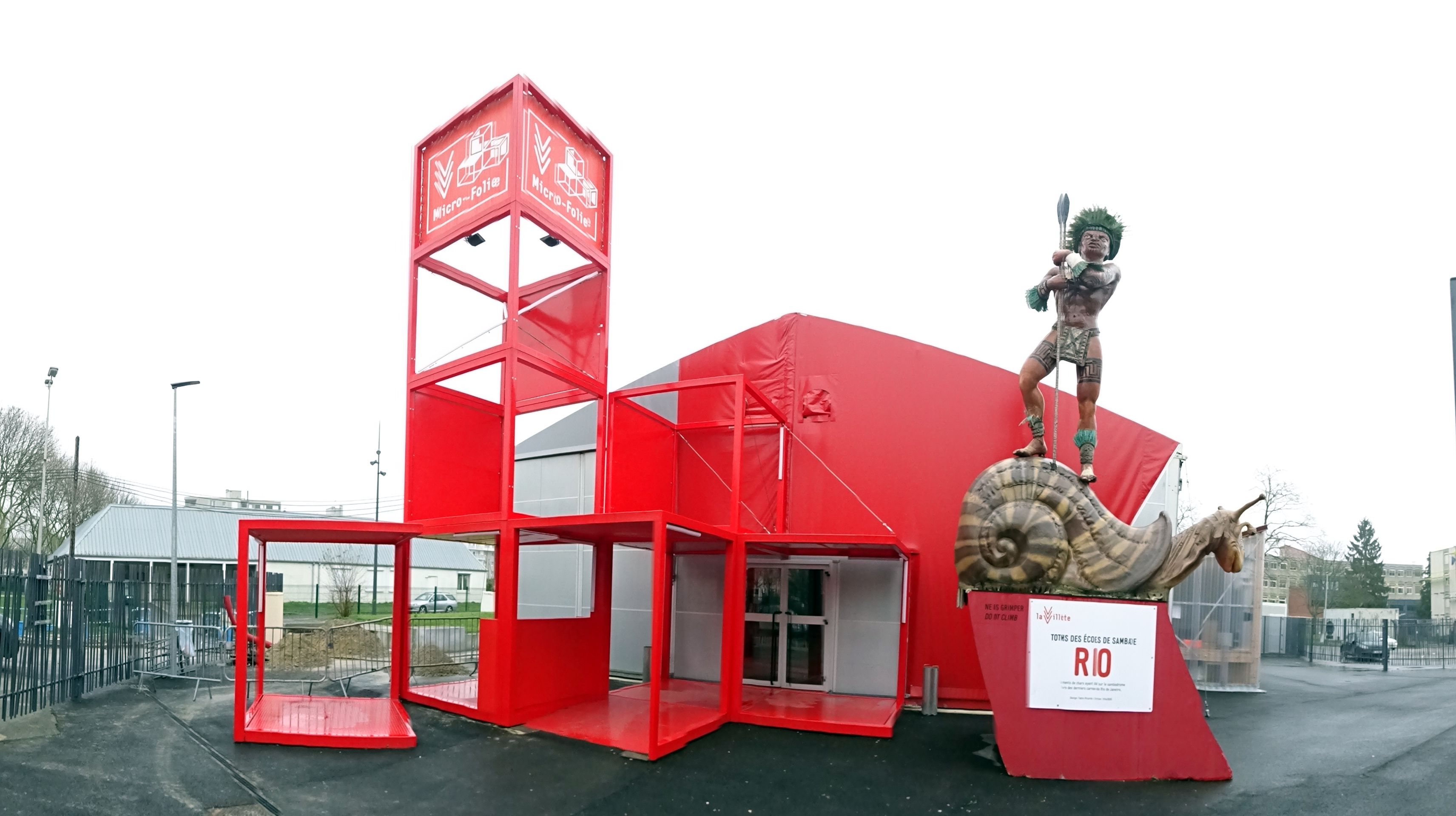
Atelier WikiSevran (2018.01.27) à la Micro-Folie de Sevran 03

- Atelier WikiSevran (2018.01.27) à la Micro-Folie de Sevran 03Le 12 janvier 2017, la ministre de la Culture Audrey Azoulay, et le président de La Villette, Didier Fusillier, inaugurent un concept culturel innovant. En effet, ce concept inspiré des « Folies », situé au parc de La Villette, fut nommé « Micro-Folie ». Situé aux Beaudottes en face du collège Evariste Gallois, cet espace culturel a pour but de faire interagir les Sevranais au sujet de la culture et de l'art (tableaux de musée, ludothèque…). Micro-folie est le premier maillon d'un projet culturel régional : c'est le premier mis en place hors de La Villette, le but étant d'en construire dans d'autres villes, notamment les villes limitrophes de Sevran. De plus, « Micro-Folies » est en partenariat avec de nombreux établissements comme La Villette, le Château de Versailles, le Centre Pompidou, le musée du Louvre, le musée Picasso, le musée du Quai Branly, la Philharmonie de Paris, la Réunion des musées nationaux et Universciences[104]. Cette architecture éphémère pour une durée de trois années, suit le même modèle architectural que les 26 Folies de La Villette, pensé par l'architecte franco-suisse Bernard Tschumi.

Différentes associations sont présentes dans la commune et animent ces centres culturels. Depuis 1991, la Société de l'histoire et de la vie à Sevran (SHVS) contribue à faire connaître le patrimoine de la ville et à transmettre son histoire.
Sevran a toujours été une ville qui prône la culture. Dès 1984, la ville inaugure la bibliothèque André Malraux accueillant de nombreux enfants. D'autres bibliothèques seront, par la suite, construites notamment près des gares. Le conservatoire a également acquis une réputation grâce à l'agrégation du Ministère de la Culture, et, il sera subventionné par l'État. Une salle des fêtes est mise à disposition pour les manifestations, les bals... Entre 1984 et 1985, Sevran a accueilli de nombreux concerts de jazz. Toutefois les salles de cinéma ainsi que les centres d'art manquent à l'appel.
Depuis 2011, Sevran a développé sur son territoire le principe du théâtre à domicile avec le Théâtre de la Poudrerie. Financé en majorité par la ville, ce dernier propose aux habitants de recevoir gratuitement une représentation de théâtre (par des compagnies professionnelles) chez eux. En 6 année's d'existence, le Théâtre de la Poudrerie a déjà proposé 570 représentations à domicile (de 26 spectacles dont 14 créations) et touché plus de 18 000 spectateurs, à travers le théâtre à domicile ou l'organisation de spectacles participatifs.

### Personnalités liées à la commune
- Serge Aurier, footballeur international ivoirien qui a habité à Sevran dans sa jeunesse.
- Le groupe 13 Block est originaire de Sevran.
- Dora Bruder, jeune fille juive, héroïne du livre de Patrick Modiano Dora Bruder, est née à Paris le 25 février 1926. Lors de sa naissance ses parents, Ernest Bruder et Cécile Burdej étaient domiciliés à Sevran, dans le quartier de Freinville, au 2, avenue Liégeard. Le recensement de Sevran de 1926 nous informe que les parents de Cécile, Erickel Burdej et Dincze Kutinéa étaient également Sevranais à cette époque[107]. Erickel Burdej  était tailleur. Trois autres enfants du couple vivaient au foyer : Joseph (tailleur) Rosa (photographe) et Marguerite[108].
- Gaston Bussière (1902-1942) fut maire de Sevran et entra dans la Résistance. Il fut fusillé par les Allemands à l'âge de 40 ans. La principale place de Sevran porte son nom[109].
- Guy Cam est un résistant de la 2nde Guerre Mondiale né en 1923 et décédé en 1945.
- Da Uzi, rappeur français.
- Georges Denancé (1891-1942), résistant communiste et conseiller municipal.
- Adélaïde Gillette Billet, épouse d'un procureur au Châtelet, Simon Petit-Dufrénoy, poétesse du XVIIIe siècle accueillait dans son salon maintes célébrités politiques et littéraires de l'époque. Fuyant la terreur en 1792, elle se réfugie à Sevran, au domaine de la Fossée (mairie actuelle) avec son cercle d'amis poètes et suspects. Elle écrivit dans ses mémoires : « Nous vivions tous très heureux dans cette retraite, les vers, la musique et l'étude nous empêchaient de songer aux affaires publiques ». Le 5 septembre 1792 elle mit au monde à la Fossée son fils : Ours Pierre Armand Petit-Dufrénoy, éminent géologue et minéralogiste. Les Dufrénoy partagèrent activement la vie sevranaise jusqu'au début du XIXe siècle. Simon Petit-Dufrénoy fut officier public de Sevran pendant la période 1796-1798.
- Antonythasan Jesuthasan, interprète du rôle principal dans le film Dheepan (le film obtient la palme d'or en 2015[110]), fut nommé en 2016, meilleur acteur lors de la 41e cérémonie des César, il habite Sevran[111].
- Kaaris, de son vrai nom Gnakouri Okou, rappeur français originaire de Sevran, fait très souvent référence à sa ville dans ses textes.
- Kalash Criminel, rappeur français.
- Wilfried Kanga, (né le 21 février 1998) footballeur attaquant au club d'Angers, natif de Sevran, a évolué au Sevran FC[112].
- Cheick Kongo, combattant français de Muay-thaï évoluant dans des compétitions de combat libre (catégorie poids lourd) notamment dans l'Ultimate Fighting Championship (UFC), vit entre Sevran/Paris (France), Huntington Beach (États-Unis) et Liverpool (Royaume-Uni).
- Maes, rappeur français ayant grandi aux Beaudottes.
- François Maistre (1925-2016), acteur français mort à Sevran
- Jean-Philippe Mateta, (né le 28 juin 1997) footballeur français né à Sevran[113].
- Irina Muluile, a grandi à Sevran. Elle est une actrice française.
- En 1803, le premier consul Napoléon Bonaparte, séjourna dans la ville. Il est accompagné de Pierre-Simon Girard, lnspecteur divisionnaire des Ponts et Chaussée, et membre de l'Académie des sciences, qui installe son quartier général à Sevran . Le but de leur venue est un forage, effectué par des prisonniers de guerre, afin de créer un canal : le canal de l'Ourq. Ce forage donna aussi lieu à une trouvaille archéologique, notamment des os de mammouth qui furent cédés à Gorges Cuvier[114].
- Au milieu du XIXe siècle, l'empereur Napoléon III aurait eu une résidence de chasse située au 12, boulevard de l'Ourq à Sevran. Cette demeure, nommée villa des Fleurs, devint une Maison de repos et de convalescence[114].
- Kemelho Nguena, footballeur français, y est né.
- De 1881 à 1890, Alfred Nobel habita à Sevran, dans ce qui est devenu la mairie. Il y inventa la balistite, une forme de poudre sans fumée.
- Le 17 décembre 1670, Charles-Louis d'Orléans, fils adultérin de Charles-Paris d'Orléans, issu de ses amours clandestines avec Madeleine d'Angennes, fut baptisé par le curé de la ville. Il eut pour parrain François Porlier, écuyer, seigneur du fief de Compiègne à Sevran et pour marraine demoiselle Jeanne Anquetil.
- Louis Philippe d'Orléans, duc de Chartres puis d'Orléans, fut le dernier seigneur de Sevran. Il fut guillotiné en 1793, à Paris sous la Terreur.
- Christopher Oualembo (né le 31 janvier 1987 à Saint-Germain-en-Laye) footballeur professionnel jouant pour le Lechia Gdansk en Pologne (1re division) dont la famille vit encore à Sevran.
- Patrice Quarteron, surnommé « le Rônin sombre »1 est un combattant français de muay-thaï né le 20 mars 1979 à Sevran.
- Nadia Remadna, militante associative et fondatrice en 2014 de La brigade des mères, publia en 2016 Comment j'ai sauvé mes enfants  et raconte sa vie en banlieue parisienne.
- Pascal Sevran a choisi comme pseudonyme le nom de la ville pour faire carrière (il s'appelle Jean-Claude Jouhaud)[115].
- Teddy Tamgho, actuel détenteur du record du monde en salle du triple saut avec 17,90 m (performance établie le 14 mars 2010 lors de sa victoire aux Championnats du monde en salle de Doha) habita durant sa jeunesse à Sevran.
- André Toutain (1905-1978) maire de Sevran : les quartiers de Beaudottes et Rougemont ont été construits pendant son mandat[116].
- Bakaye Traoré (né le 6 mars 1985 à Bondy) footballeur professionnel de l'AS Nancy Lorraine puis du Milan Ac (Italie) à compter de la saison 2012/2013, passa son enfance à Sevran.
- Au XVIIe siècle, saint Vincent de Paul séjourna à Sevran pendant quelques années.

### Héraldique, logotype et devise
Les armes de Sevran reprennent, pour la partie principale, les armes de la famille Sanguin (dont certains membres furent seigneurs de Livry-Gargan et de Sevran)  y ajoutant en chef, celles de la famille d'Orléans, qui succéda à la famille Sanguin, à la tête de la seigneurie de la ville.
D'azur à la bande d'argent, accompagnée en chef de trois glands d'or posés en barre et ordonnés en orle et en pointe de deux serres d'aigle du même posées en barre et rangées en bande, au chef cousu du champ chargé de trois fleurs de lys d'or brisé d'un lambel d'argent
La couronne qui surmonte l'écu (non représenté ici) est l'ornement que portaient les divinités en Grèce et à Rome.
Ces armoiries ont été créées par Robert Louis.

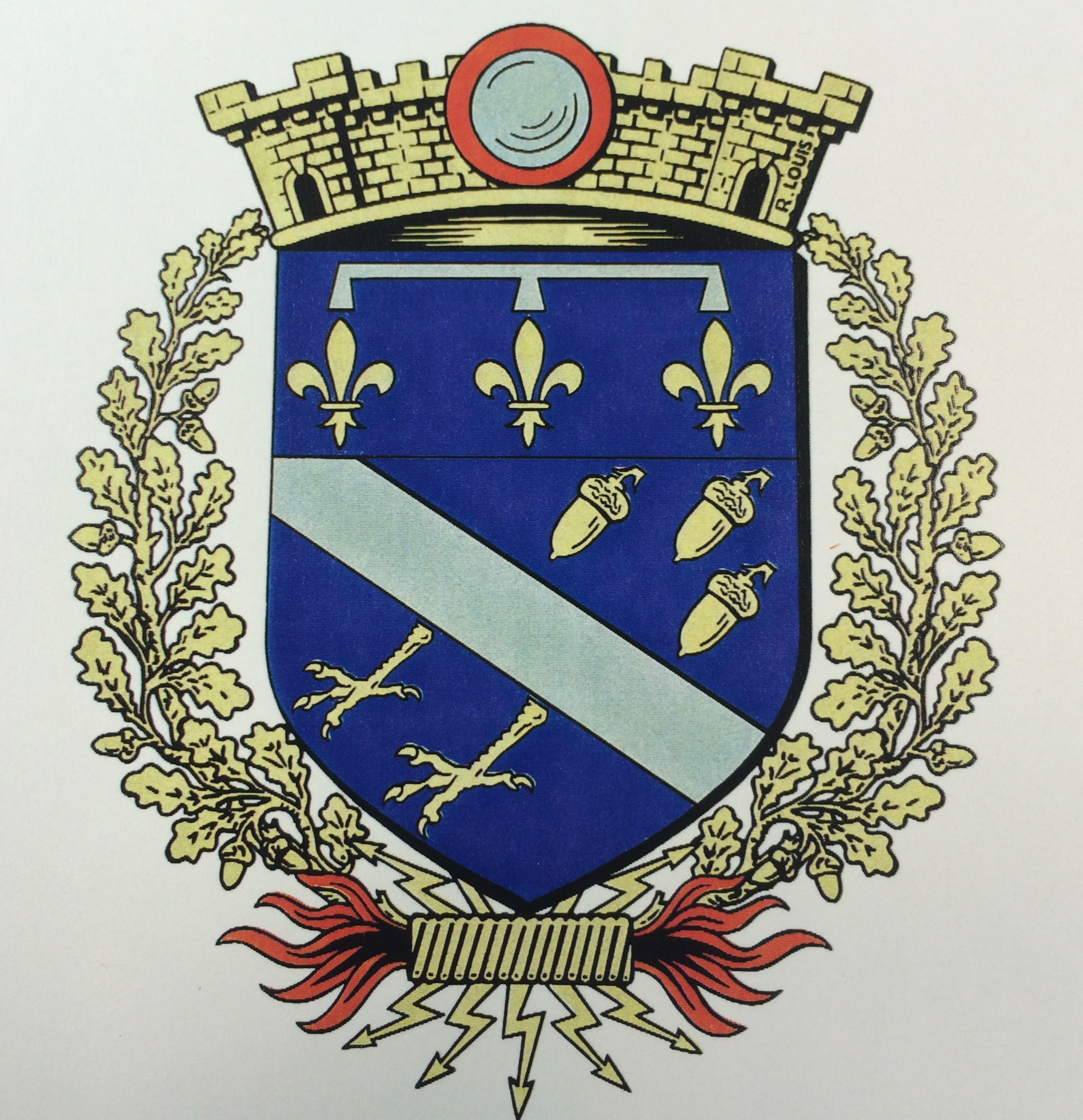
Armoiries complètes de Sevran.
Armes de la ville.

En 1964, la Ville a adopté des armoiries plus fournies qui font référence à l'histoire industrielle de la commune : flammes de la poudrerie et objectif de l'appareil photo en référence à Kodak.
Description dans la page Armorial des communes de la Seine-Saint-Denis.

## Pour approfondir